# Kinematografia amerykańska
Kinematografia amerykańska – ogół produkcji i dystrybucji filmowej na terenie Stanów Zjednoczonych, jedna z najstarszych kinematografii świata.

## Początki kina amerykańskiego

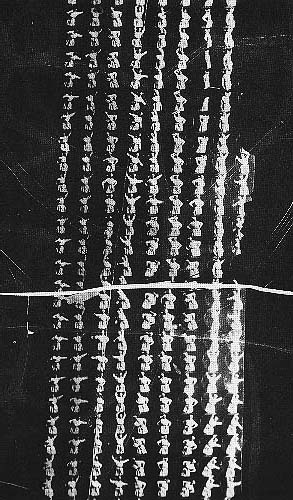
Monkeyshines no. 1 (1889), pierwszy amerykański film w historii

Przełomowym momentem w historii kina było opatentowanie przez Thomasa Edisona w 1891 roku kamery zwanej kinetografem, opracowanej według pomysłu Williama Kennedy’ego Lauriego Dicksona. To właśnie za pomocą kinetografu Dickson nagrał pierwszy film eksperymentalny: Monkey shines no. 1 (1989). Wkrótce pojawiły się miejsca, gdzie ustawiano pudła zwane kinetoskopami, w których można było oglądać ruchome obrazki przez wizjer, wyświetlane z taśmy filmowej. Początkowo nazywano je arcade peepshows, a później nickelodeonami, od drobnych niklowych monet stanowiących zapłatę za pokaz.
W 1893 roku Edison Laboratories zbudowało pierwsze studio filmowe w West Orange w stanie New Jersey, zapoczątkowując erę produkcji filmowej w Stanach Zjednoczonych. Jednak wkrótce pojawiła się konkurencja dla Edisona. William Dickson, jeden z jego byłych współpracowników, odszedł z firmy i wraz z kilkoma inwestorami założył American Mutoscope Company. Przedsiębiorstwo to wytwarzało mutoskop – urządzenie konkurencyjne wobec kinetoskopu Edisona, a także produkowało do niego filmy. Rozwijając ideę braci Lumière, American Mutoscope opracowało projektor o nazwie Biograph, który pozwalał na pokazywanie filmów na ekranie dla szerokiej publiczności. Stanowiło to potężną konkurencję dla nickelodeonów – małych, kilkuosobowych sal projekcyjnych popularnych w tamtym okresie. W odpowiedzi Edison stworzył własny wielki projektor nazwany Vitascope. Jednocześnie Edison, uważając, że to on ma wyłączność patentową na film w Ameryce, rozpoczął ostrą walkę z wszelką konkurencją. Doprowadziło to do powstania w 1908 roku Motion Picture Patents Company (MPPC) – trustu skupiającego największe wytwórnie filmowe, mającego na celu kontrolę przemysłu filmowego i eliminację mniejszych producentów. Okres dominacji MPPC trwał jednak stosunkowo krótko, a niezależni filmowcy wkrótce znaleźli sposoby na obejście ograniczeń narzuconych przez trust.

## Kino nieme (1900-1928)

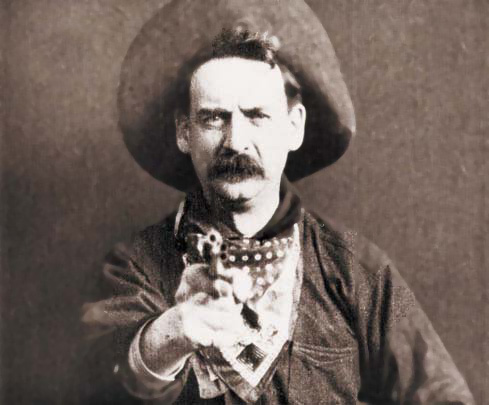
Słynne ujęcie z Napadu na ekspres (1903) Edwina Stantona Portera

Na początku XX wieku kino nieme przeżywało gwałtowny rozwój. Masowo produkowano krótkie, jedno- lub dwuaktowe komedie i melodramaty; jednym ze wczesnych osiągnięć amerykańskiej kinematografii był western Napad na ekspres (The Great Train Robbery, 1903) Edwina Stantona Portera z ujęciem kowboja strzelającego wprost do widowni. Pokazy filmowe odbywały się zwykle z akompaniamentem muzyki granej na żywo na pianinie. Rozgrywki między dynamicznie rozwijającymi się wytwórniami filmowymi doprowadziły do przeniesienia części z nich na Zachodnie Wybrzeże Stanów Zjednoczonych. Warunki do filmowania, takie jak oświetlenie i pogoda, były tam znacznie lepsze niż na wschodzie kraju. Jednak głównym powodem tej migracji była chęć ucieczki przed agentami Motion Picture Patents Company Thomasa Edisona. Edison posiadał patenty filmowe obejmujące całe Stany Zjednoczone i bezlitośnie ścigał wszystkich, którzy próbowali złamać jego monopol na kręcenie filmów. Odległość dzieląca Kalifornię od siedziby The Edison Manufacturing Co. w New Jersey była na tyle duża, że niezależni filmowcy czuli się tam stosunkowo bezpiecznie. Trust Edisona został rozbity wyrokiem Sądu Najwyższego w 1915 roku.
W latach 20. XX wieku Hollywood, dzielnica Los Angeles, stało się najważniejszym ośrodkiem amerykańskiej sztuki filmowej. W tym okresie ukształtował się system pięciu wielkich wytwórni filmowych, zwanych „Wielką Piątką”. Należały do nich: Fox (później 20th Century Fox), Loew’s Incorporated (później Metro-Goldwyn-Mayer), Paramount Pictures, RKO (Radio-Keith-Orpheum) i Warner Bros. Wytwórnie te działały zarówno jako producenci filmów, dystrybutorzy, jak i właściciele kin. Zatrudniały również własne gwiazdy aktorskie. Poza „Wielką Piątką” istotną rolę odgrywały także trzy inne wytwórnie: Universal Studios, Columbia Pictures i United Artists. Nie posiadały one jednak wówczas własnych kin ani gwiazd aktorskich.

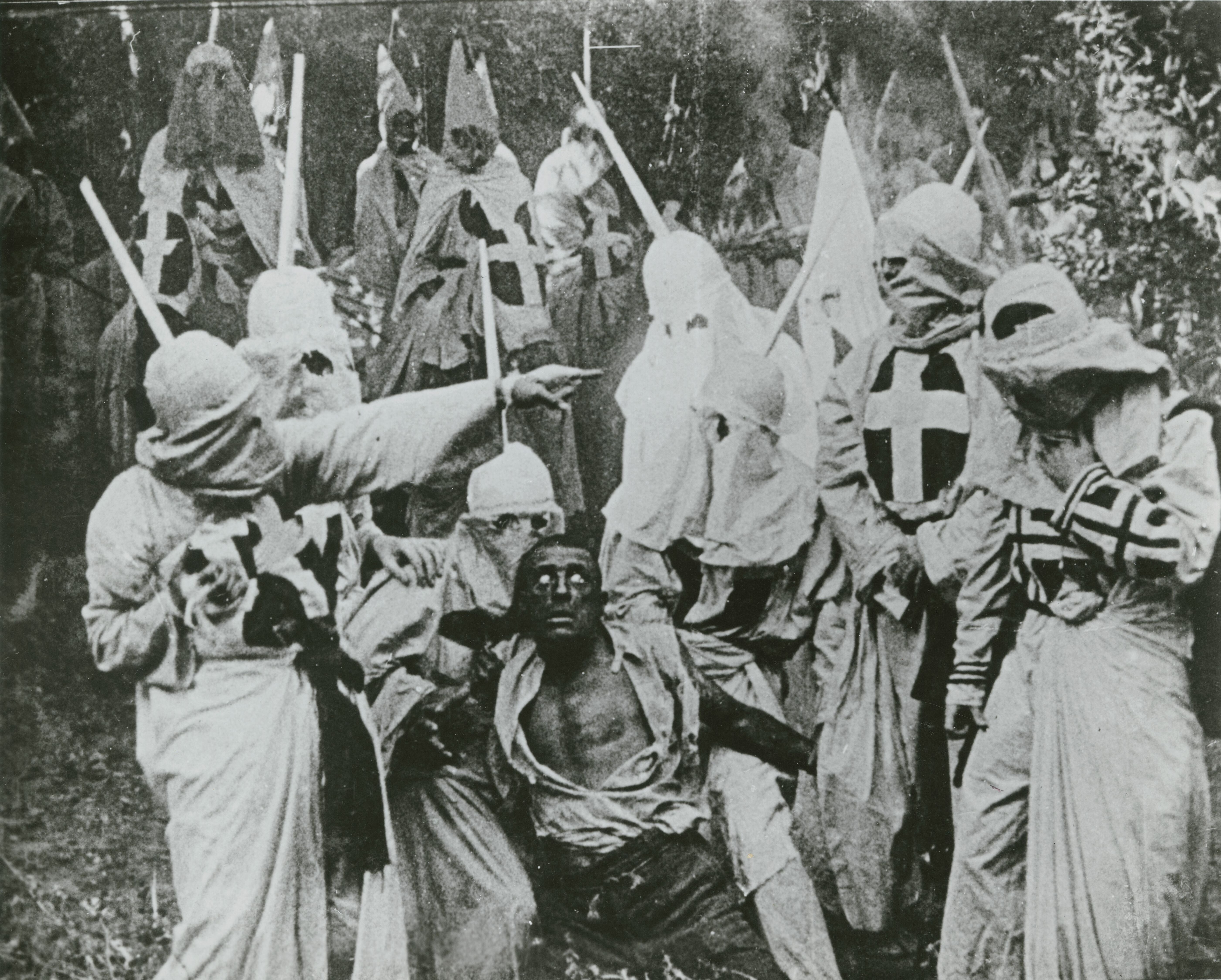
Scena otoczenia Afroamerykanina przez członków Ku Klux Klanu w filmie Narodziny narodu (1915) D.W. Griffitha

Stany Zjednoczone szybko uległy magii kinematografii. Kino pozwalało oderwać się od niełatwej codzienności, a dużej części społeczeństwa umożliwiało obcowanie z dotychczas dość hermetyczną sztuką. Studia filmowe tworzyły wystawne dekoracje, na tle których rozgrywały się wielkie sceny historyczne i ekranizacje znanych powieści. Wraz z rozwojem przemysłu filmowego postępował również rozwój techniki filmowania. Operatorzy zaczęli wykorzystywać grę światła i cienia, a także różnorodne ujęcia kamery, co przyczyniło się do podniesienia walorów artystycznych produkcji filmowych. Do pierwszych poważnych osiągnięć amerykańskiej kinematografii zaliczała się twórczość D.W. Griffitha z opanowaną sztuką montażu równoległego i motywowanego psychologią postaci, przede wszystkim przełomowy epos filmowy Narodziny narodu (The Birth of a Nation, 1915) oraz monumentalna, czterowątkowa Nietolerancja (Intolerance, 1916). Nowatorstwo Griffitha w historiografii amerykańskiej wszelako stopniowo ulegało zakwestionowaniu, także z powodów rasowych; Narodziny narodu nawoływały do nienawiści do Afroamerykanów i doprowadziły w istocie do odnowienia działalności Ku Klux Klanu, skutkując spontanicznymi linczami na ludności afroamerykańskiej (masakra w Tulsie w 1921). 

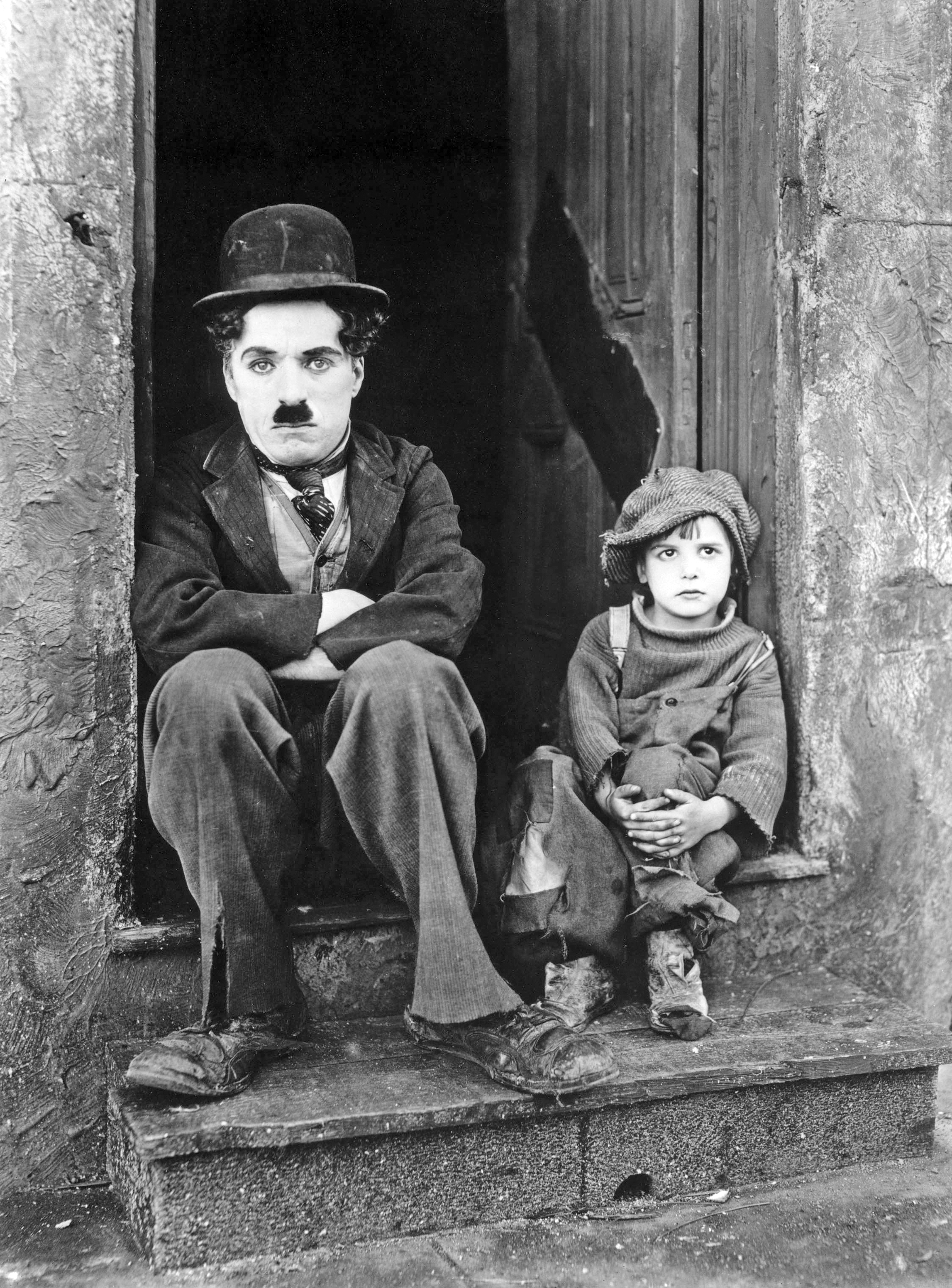
Charlie Chaplin i Jackie Coogan w filmie Brzdąc (1921)

Jednym z gatunków filmowych, które rozwinęły się najszybciej w Stanach Zjednoczonych, była komedia slapstickowa, oparta na gagach i niewyszukanym, często skatologicznym humorze. Do najważniejszych przedstawicieli kina slapstickowego zalicza się Bustera Keatona, Charliego Chaplina i Harolda Lloyda. Keaton był znany z komedii zawierających elementy czarnego humoru, kreując postacie o kamiennym spojrzeniu, skontrastowane z chaosem panującym wokół nich (Rozkosze gościnności / Our Hospitality, 1923; Generał / The General, 1926). Chaplin, stworzywszy charakterystyczną postać włóczęgi w niepasującym doń stroju, bardziej optował za melodramatyczną tonacją i kierował swe filmy głównie dla niezamożnej widowni, której losom bliski był główny bohater jego filmów (Brzdąc / The Kid, 1921; Gorączka złota / The Gold Rush, 1925; Cyrk / Circus, 1928). Lloyd występował z kolei w rolach młodych okularników pragnących zdobyć uznanie otoczenia (Jeszcze wyżej! / Safety Last!, 1923; Niech żyje sport! / The Freshman, 1925).

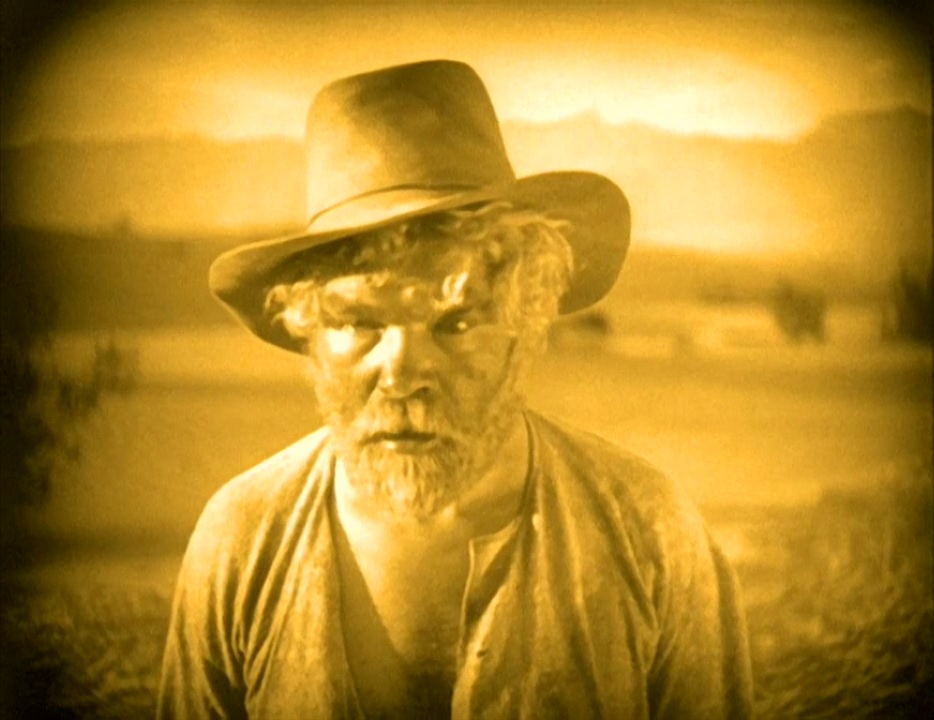
Scena z sekwencji finałowej Chciwości (1924) Ericha von Stroheima, nagrywanej w Dolinie Śmierci

Do innych kluczowych reżyserów epoki kina niemego zalicza się autora monumentalnych filmów biblijnych Cecila B. DeMille’a (Dziesięcioro przykazań / The Ten Commandments, 1923; Król królów / King of the Kings, 1927), a także bezkompromisowego Ericha von Stroheima, który szokował krytyków i publiczność pełnymi cynizmu, naturalistycznymi eposami: Szalonymi żonami (Foolish Wives, 1922) oraz Chciwością (Greed, 1924); Chciwość nigdy nie ukazała się w pełnej czterogodzinnej wersji, która już nie została odnaleziona. Swoich sił w amerykańskiej kinematografii próbowali także niemiecki reżyser Friedrich Wilhelm Murnau, autor Wschodu słońca (Sunrise: A Song of Two Humans, 1927), błyskotliwego, inspirowanego rodzimym ekspresjonizmem melodramatu o opanowanej grze światła i cienia, który jako pierwszy amerykański film w historii otrzymał Oscara w trzech kategoriach; oraz szwedzki reżyser Victor Sjöström odpowiedzialny za wyrafinowany plastycznie Wicher (Wind, 1928).

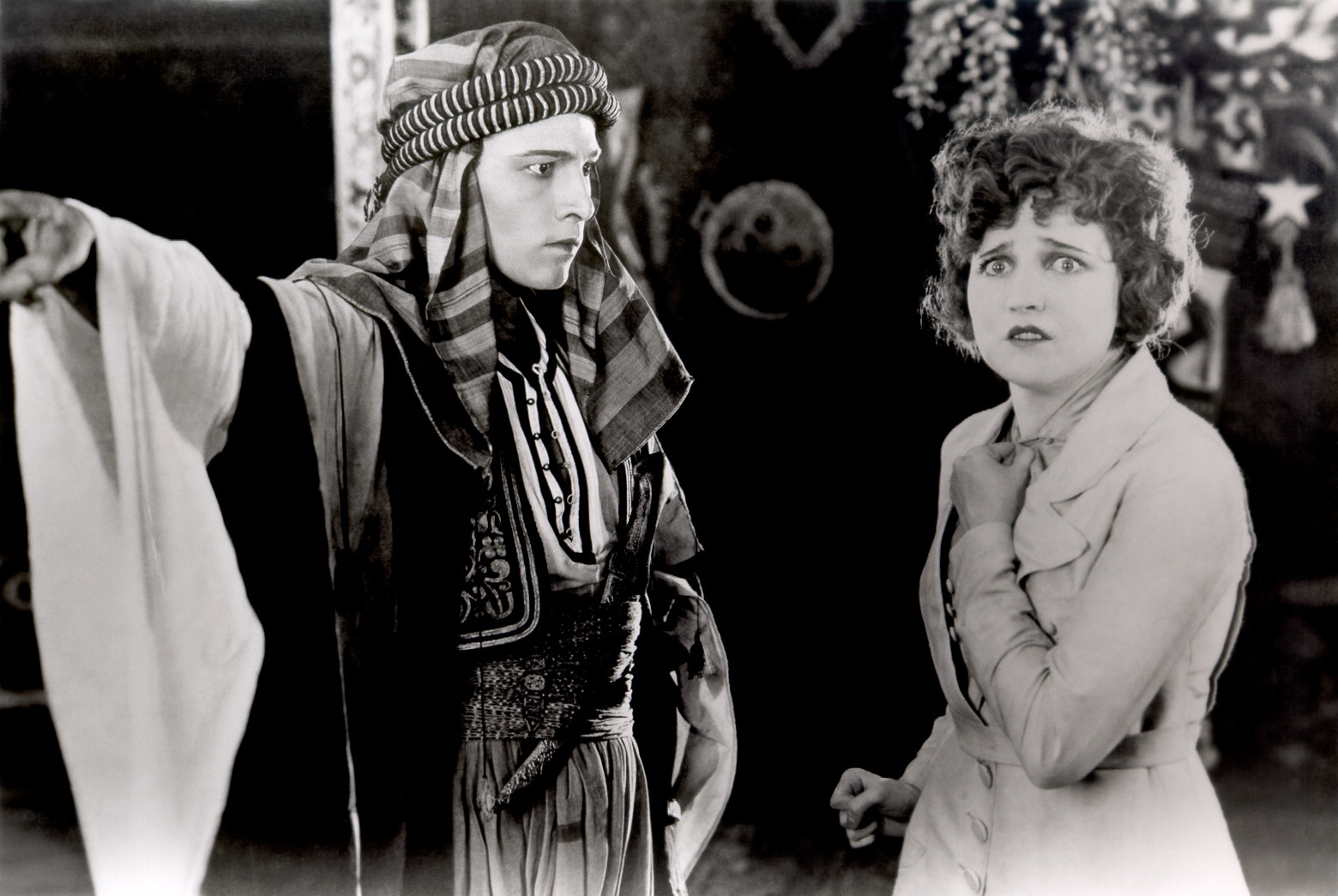
Rudolph Valentino i Agnes Ayres w filmie Szejk (The Sheik, 1921)

Kino amerykańskie od początków swojego istnienia kładło duży nacisk na promocję aktorów, którzy dzięki swojej popularności stawali się gwiazdami filmowymi. W okresie kina niemego, oprócz wcześniej wspomnianych komików, do grona wielkich gwiazd amerykańskiego przemysłu filmowego należeli między innymi: Mary Pickford, Lillian Gish (obie aktorki w filmach Griffitha), Pola Negri (właściwie Apolonia Chałupiec, wypromowana przez reżysera Ernsta Lubitscha jako ekranowa femme fatale), Douglas Fairbanks (Znak Zorro / The Mark of Zorro, 1920), Greta Garbo, Gloria Swanson, Clara Bow, Rudolph Valentino.

## Początki kina dźwiękowego (1927-1940)

### Reorganizacja Hollywoodu

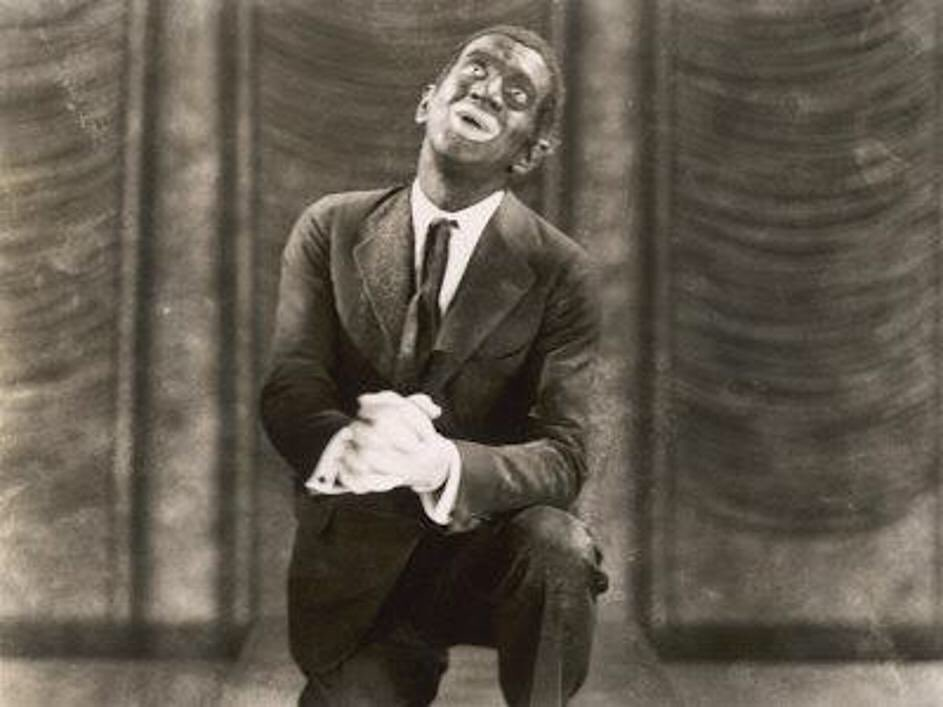
Al Jolson jako minstrel w filmie Śpiewak jazzbandu (1927)

Karierze wielu aktorów kina niemego zagroziła jednak nowość techniczna w postaci filmu dźwiękowego. Próby udźwiękowienia filmów w pełnym metrażu były podejmowane już od 1924 roku, ale po raz pierwszy udana synchronizacja obrazu i dźwięku pojawiła się w filmie pełnometrażowym Don Juan (1926) Alana Croslanda, z kreacją Johna Barrymore’a. Dopiero jednak sukces komercyjny kolejnego filmu Croslanda, Śpiewaka jazzbandu (The Jazz Singer, 1927) o Żydzie pragnącym zostać minstrelem w zespole jazzowym (Al Jolson) wszczął modę na kino dźwiękowe. Ponieważ jakość nagrania dźwiękowego pozostawiała w owym czasie wiele do życzenia (z czym próbowano radzić sobie, umieszczając mikrofony blisko postaci lub poprzez dubbing w postprodukcji), przejściowo spadł zarazem poziom artystyczny amerykańskich filmów fabularnych; dominowały bardziej statyczne ustawienia kamer, a punkt ciężkości przesunięto z komunikowania obrazem w stronę wartkich dialogów. Aktorzy kina niemego, którzy nie nauczyli się dykcji i nowego stylu gry, stracili możliwość dalszej kariery, jak na przykład Keaton czy Fairbanks.

### Kino gatunkowe

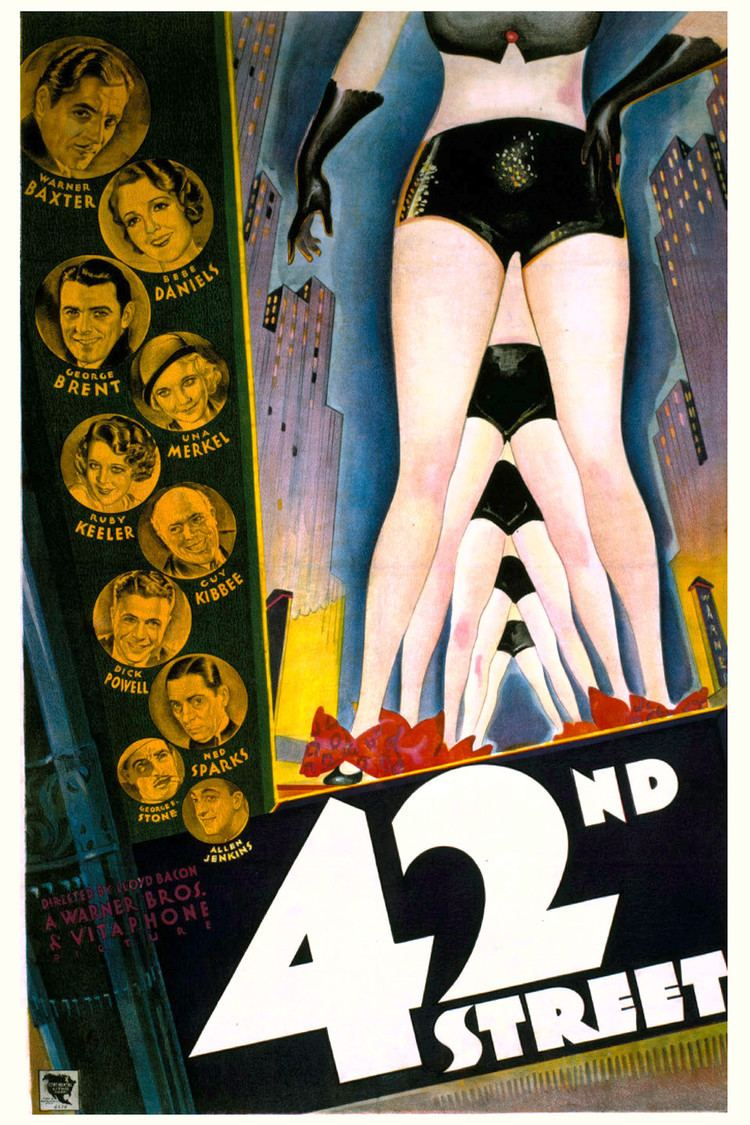
Plakat do filmu Ulica szaleństw (1933), demonstrujący jedną z popisowych scen choreograficznych z filmu

Kino dźwiękowe dało jednak szansę rozwoju niektórym aktorom i choreografom w ramach nowego gatunku filmowego: musicalu. Za wczesne arcydzieła filmu muzycznego uchodzą: Kochaj mnie dziś (Love Me Tonight, 1932) Roubena Mamouliana, umiejętnie łączący dialogi i partie muzyczne; Ulica szaleństw (42nd Street, 1933) Lloyda Bacona z widowiskową, geometryczną choreografią autorstwa Busby’ego Berkeleya; Panowie w cylindrach (Top Hat, 1935) z wyrafinowanymi sekwencjami tanecznymi Freda Astaire’a i Ginger Rogers; wreszcie Czarnoksiężnik z Oz (The Wizard of Oz, 1939) z Judy Garland w roli dziewczynki przemierzającej baśniową krainę rządzącą się dziwnymi prawami.
Wynalazek dźwięku był też z powodzeniem wykorzystywany w innych gatunkach i rodzajach filmowych. Konwencję zrytmizowanego musicalu wykorzystywała wytwórnia Walta Disneya, która zdobyła sławę animowanymi krótkometrażówkami takimi jak Parowiec Willie (Steamboat Willie, 1928) z udziałem postaci Myszki Miki. W 1938 roku disnejowska wytwórnia ukończyła pierwszy dźwiękowy film pełnometrażowy wykonany metodą animacji, Królewnę Śnieżkę i siedmiu krasnoludków (Snow White and the Seven Dwarfs) na podstawie baśni spisanej przez braci Grimm.

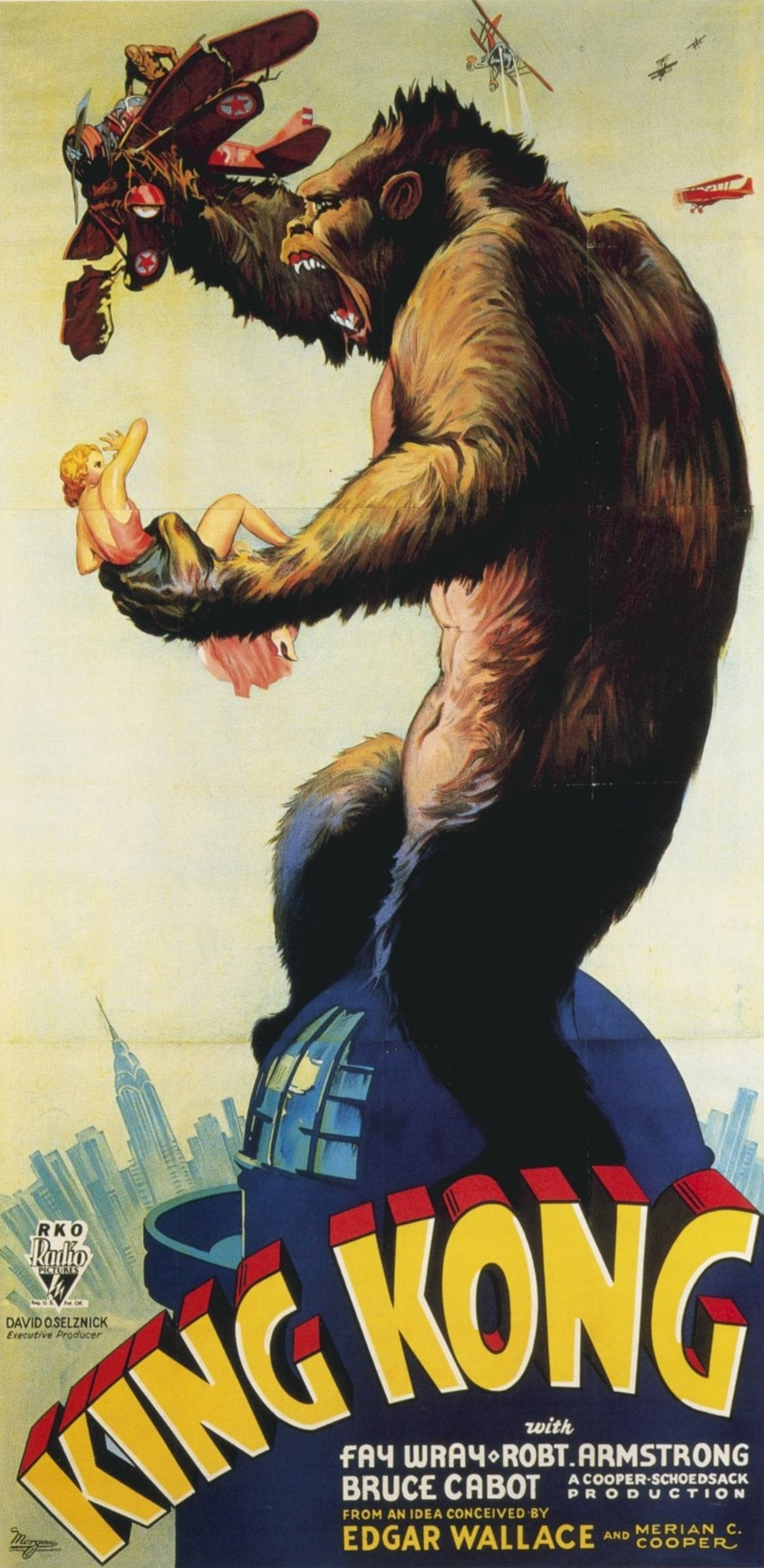
Plakat do King Konga (1933) z aluzją do ikonicznej sceny, w której goryl walczy z dwupłatowcami na szczycie Empire State Building

Potencjał dźwięku użytkowano także w horrorach, komediach i kinie gangsterskim. Filmy grozy, takie jak Książę Dracula (Dracula, 1931) i Dziwolągi (The Freaks, 1932) Toda Browninga, Frankenstein (1931) Jamesa Whale’a, a zwłaszcza King Kong (1933) Meriana C. Coopera oraz Ernesta Schoedsacka z Fay Wray jako dziewczyną porwaną przez poklatkowo animowanego potwora, przerażały nie tylko imaginarium, ale również dobitnym krzykiem krzywdzonych postaci (Wray nazywano „królową krzyku”). W latach 30. za sprawą dźwięku stało się możliwe powstanie podgatunków komediowych, np. słynących z ciętych dialogów damsko-męskich screwball comedies (Ich noce / It Happened One Night, 1934, Franka Capry), a także opartych na synergii gagów wizualnych i dialogowych bon motów crazy comedies (Kacza zupa, 1932, Leo McCareya z udziałem braci Marx), wreszcie zaś skrzących od erotycznych aluzji sophisticated comedies (filmy Ernsta Lubitscha, np. Złote sidła / Trouble in Paradise, 1932). W ramach kina gatunkowego wykrystalizował się również film gangsterski (Mały Cezar / Little Ceasar, 1930, Mervyna LeRoya z Edwardem G. Robinsonem jako tytułowym mafiosem; Człowiek z blizną / Scarface, 1932, Howarda Hawksa), wojenny (Na Zachodzie bez zmian / All Quiet on the Western Front, 1930, Mamouliana) i więzienny (Jestem zbiegiem / I Am a Fugitive from a Chain Gang, 1932, LeRoya).

### Konserwatyzm i Nowy Ład w kinie

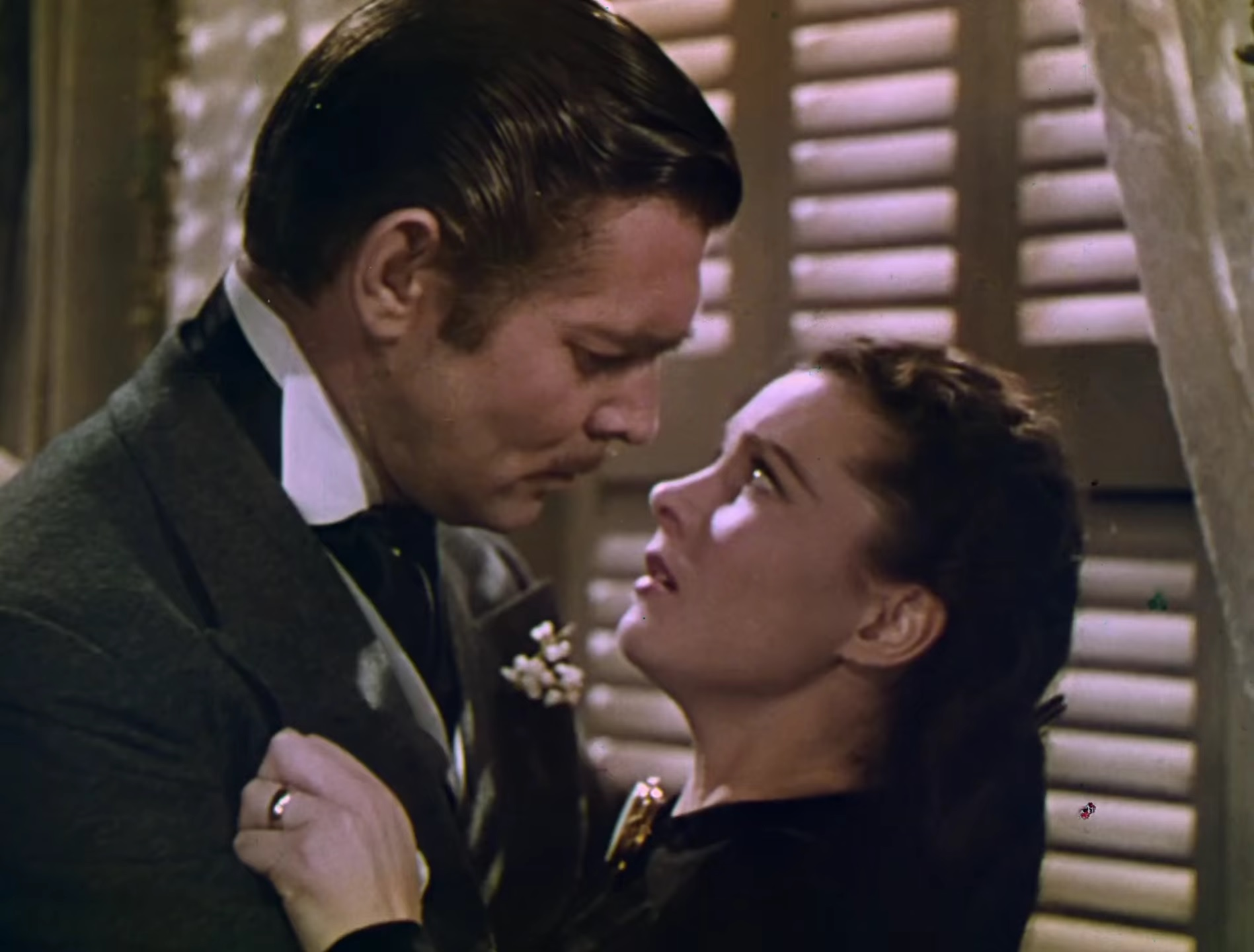
Clark Gable i Vivien Leigh w filmie Przeminęło z wiatrem (1939)

Brutalność i erotyzm pierwszych amerykańskich filmów dźwiękowych w trakcie Wielkiego Kryzysu skłoniła środowiska konserwatywne i religijne do wymuszenia na amerykańskich wytwórniach autocenzury. W 1934 roku zaczął obowiązywać Kodeks Produkcyjny, ściśle regulujący treść, jaka miała pojawiać się w filmach. Pomimo że właśnie wtedy jako prezydent Stanów Zjednoczonych zaczął urzędować lewicujący Franklin Delano Roosevelt, główny nurt amerykańskiej kinematografii w latach 30. skłaniał się ku konserwatyzmowi obyczajowemu. Dobitnym przykładem był olbrzymi sukces frekwencyjny i artystyczny Przeminęło z wiatrem (Gone with the Wind, 1939) produkcji Davida O. Selznicka, promującego poglądy rasistowskich Konfederatów na wojnę secesyjną i emancypację Afroamerykanów. W tym samym roku powstał dynamiczny western Dyliżans (The Steagcoach, 1939) Johna Forda o obronie anglosaskich osadników przed atakiem Indian, z rolą Johna Wayne’a, który miał niebawem stać się ikoną amerykańskiej prawicy obyczajowej. Nadal jednak działał m.in. Chaplin próbujący przetrwać epokę kina dźwiękowego zaangażowaną komedią Dzisiejsze czasy (Modern Times, 1936); to Chaplin jako jeden z pierwszych filmowców w USA odważył się skrytykować nazistowskie rządy Adolfa Hitlera w satyrze Dyktator (The Great Dictator, 1940). Powstawały również filmy promujące Nowy Ład w polityce gospodarczej Roosevelta, np. Nasz chleb powszedni (Our Daily Bread, 1934) Kinga Vidora oraz Grona gniewu (Grapes of Wrath, 1940) Forda według prozy Johna Steinbecka. Zaangażowanie społeczne przejawiał też Capra, którego film Pan Smith jedzie do Waszyngtonu (Mr Smith Goes to Washington, 1939) o niezłomnym młodym senatorze odkrywającym wszechobecną korupcję i przemoc polityczną w Senacie został zakazany w wielu dyktaturach.

## Dekada cienia (1941-1950)

### Kinonoir

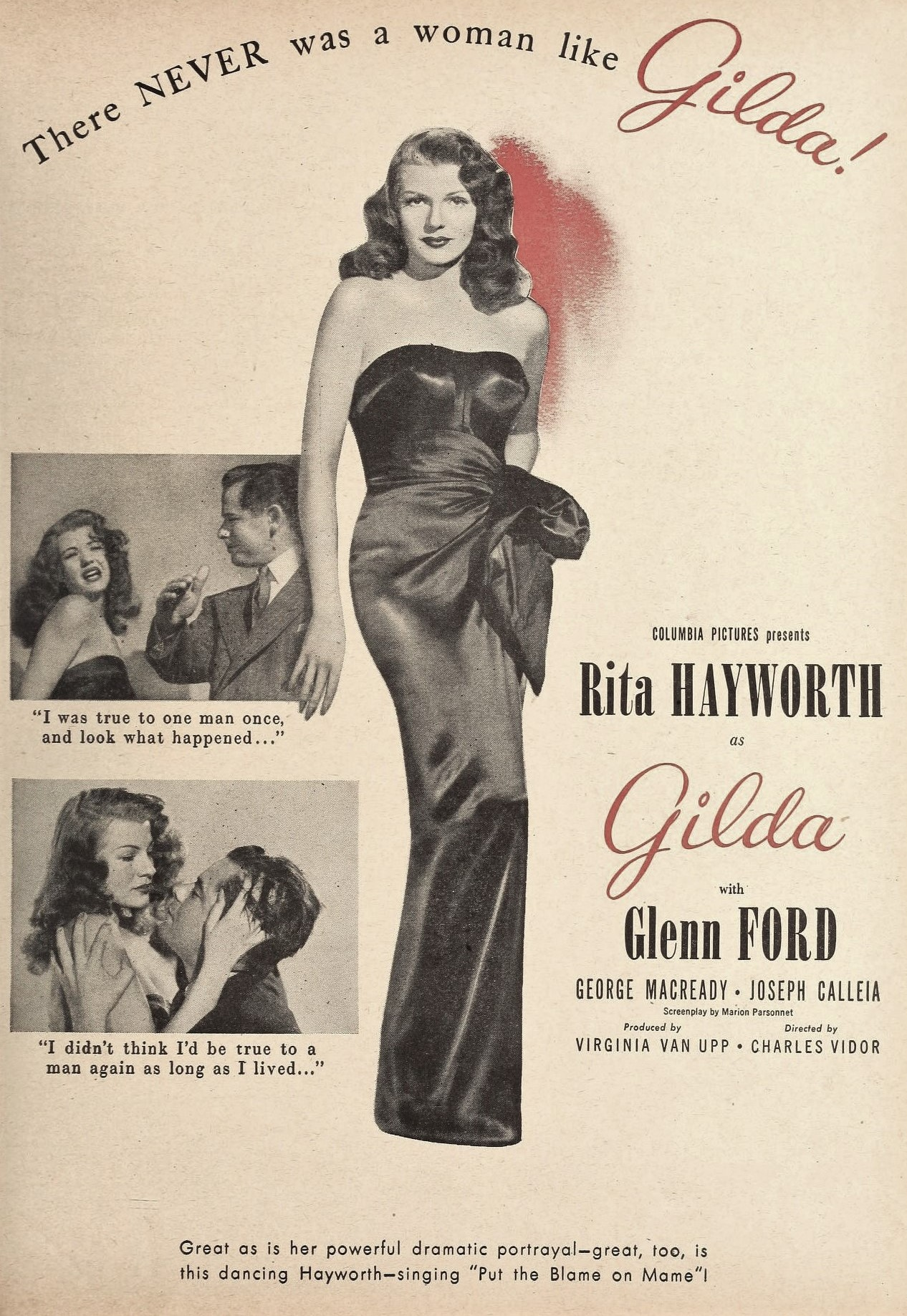
Plakat do filmu Gilda (1946) z udziałem Rity Hayworth jako emblematycznej femme fatale

Dekadę lat 40. XX wieku zdominowała estetyka kina noir, zaczerpnięta od francuskiego czarnego realizmu poetyckiego. Filmy noir, często oparte na powieściach pulp fiction, skupiały się na ciemnych stronach ludzkiej natury, prezentując historie pełne intryg, zbrodni i moralnych dylematów. Fabuły często koncentrowały się wokół detektywów, przestępców i femmes fatales. Atmosfera tych filmów była przesiąknięta pesymizmem, cynizmem i poczuciem beznadziei, co odzwierciedlało nastroje społeczne w trakcie i po II wojnie światowej.

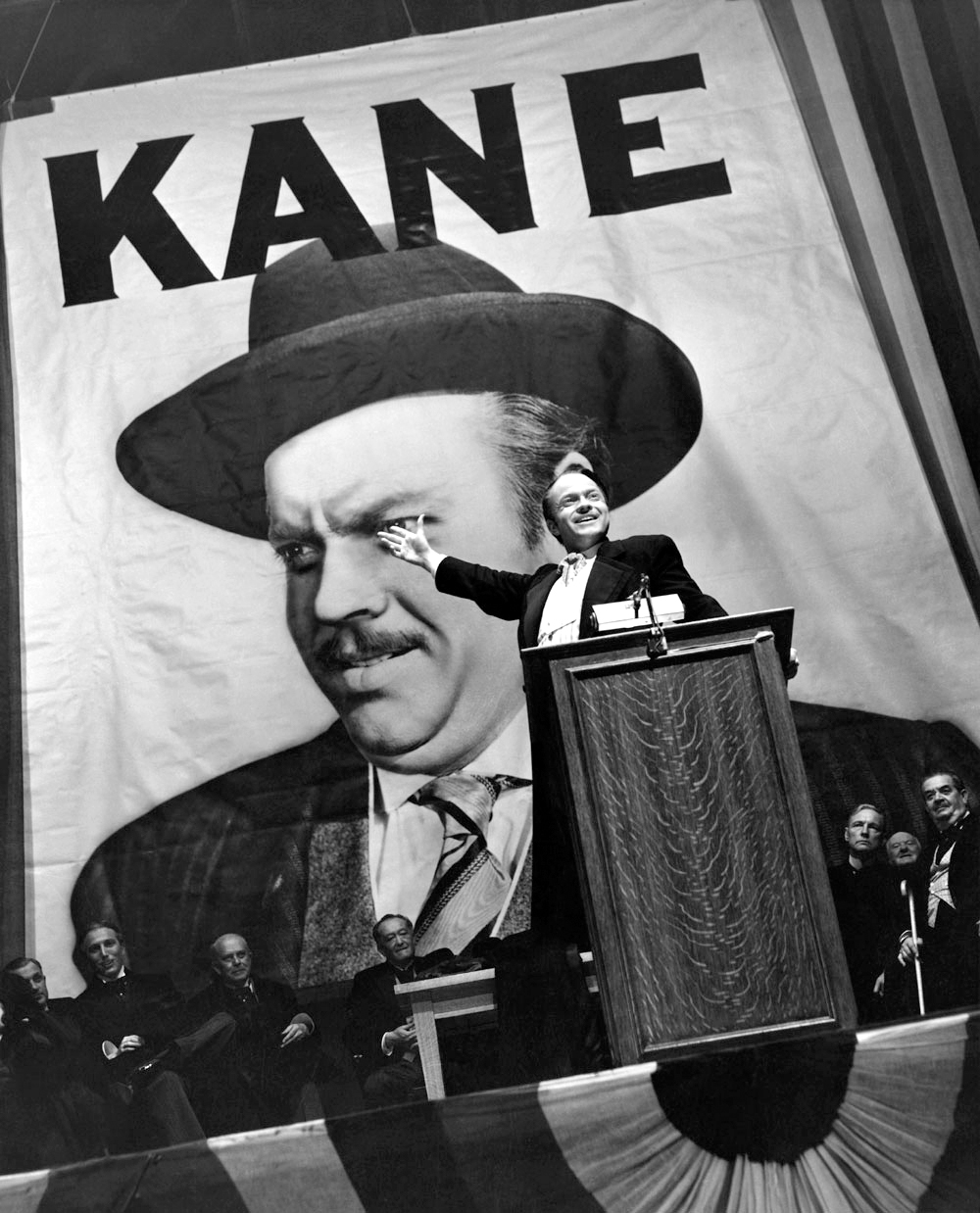
Promocyjny kadr z filmu Obywatel Kane (1941) Orsona Wellesa, z nim samym w roli głównej

Jednym z najbardziej charakterystycznych elementów amerykańskiego kina noir był jego unikalny styl wizualny. Filmy te słynęły z kontrastowego oświetlenia, głębokich cieni i nietypowych kątów kamery. Akcja często rozgrywała się nocą, w deszczowych, miejskich sceneriach. Ten specyficzny styl wizualny nie tylko budował atmosferę, ale także symbolizował moralną dwuznaczność świata przedstawionego. Kino noir często wykorzystywało złożone techniki narracyjne, takie jak nielinearna struktura opowiadania. Bohaterowie byli zazwyczaj skomplikowani psychologicznie, często borykający się z własnymi demonami. Archetyp femme fatale, uwodzicielskiej i niebezpiecznej kobiety, stał się ikonicznym elementem tego nurtu. Protagoniści często byli przedstawiani jako antybohaterowie, zmagający się z trudnymi wyborami moralnymi. Do kanonicznych utworów noir zalicza się szereg utworów, przede wszystkim twórczość pochodzącego z Wielkiej Brytanii Alfreda Hitchcocka, a także Orsona Wellesa, Johna Hustona i Fritza Langa. Hitchcock w swoich amerykańskich utworach wypracował poetykę dreszczowca pełnego suspensów, czerpiąc inspirację z gotyckiej literatury dla kobiet (Rebeka / Rebecca, 1940), psychoanalizy (Urzeczona / Spellbound, 1944, ze scenami snu zaprojektowanymi przez Salvadora Dalego), traumy II wojny światowej (Osławiona / Urzeczona, 1945). Zasłynął też kręconym w zaledwie kilku płynnych ujęciach filmem Sznur (Rope, 1948). Welles zrewolucjonizował narrację filmową, kręcąc Obywatela Kane’a (Citizen Kane, 1941), znaną z ekspresjonistycznych dekoracji i ujęć opowieść-zagadkę o losach tytułowego magnata filmowego, wzorowanego na Williamie Randolfie Hearście; narracja oparta na scenariuszu Hermana Mankiewicza nie rozstrzygała genezy słów z początku filmu („Rosebud”). John Huston wyspecjalizował się w kameralnych, kręconych w niskim kluczu dramatach kryminalnych takich jak Sokół maltański (The Maltese Falcon, 1941) i Asfaltowa dżungla (Asphalt Jungle, 1950). Lang, który jeszcze w 1933 roku opuścił hitlerowskie Niemcy, odnosił dalsze sukcesy w USA mrocznymi dziełami takimi jak Kobieta w oknie (The Woman in the Window, 1944) i Szkarłatna ulica (Scarlet Street, 1945).

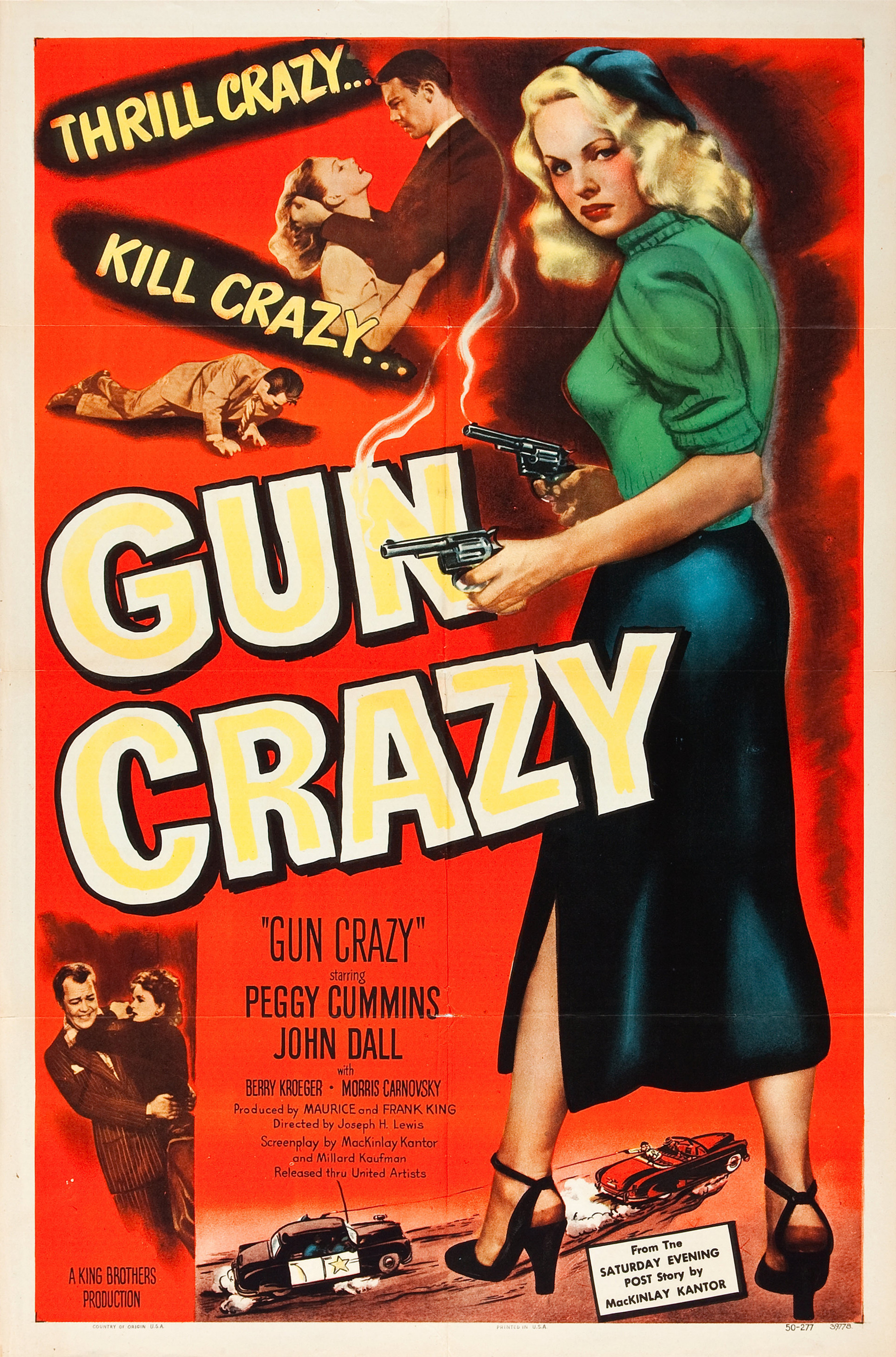
Plakat do filmu Zabójcza mania (1950)

Do innych ważnych osiągnięć amerykańskiego kina noir należą też Podwójne ubezpieczenie (Double Indemnity, 1944) Billy’ego Wildera, Laura (1944) Ottona Premingera o tajemniczym śledztwie w sprawie rzekomo martwej kobiety, stosujący technikę subiektywizacji Żegnaj, laleczko (Murder, My Sweet, 1944) Edwarda Dmytryka, Wielki sen (The Big Sleep, 1946) Howarda Hawksa, Gilda (1946) Edgara Ulmera z rolą Rity Hayworth, Listonosz zawsze dzwoni dwa razy (The Postman Always Rings Twice, 1946) Taya Garnetta, drastyczny dramat więzienny Brutalna siła (Brute Force, 1947) Julesa Dassina, eksperymentalne dzieło Roberta Montgomery’ego Tajemnica jeziora (Lady in the Lake, 1947), Człowiek z przeszłością (Out of the Past, 1947) Jacques’a Tourneura, Przepraszam, pomyłka (Sorry, Wrong Number, 1948) Anatole’a Litvaka, czy też Zabójcza mania (Gun Crazy, 1950) Josepha H. Lewisa, krytykująca kult broni w Stanach Zjednoczonych.

### Hollywood w obliczu wojny

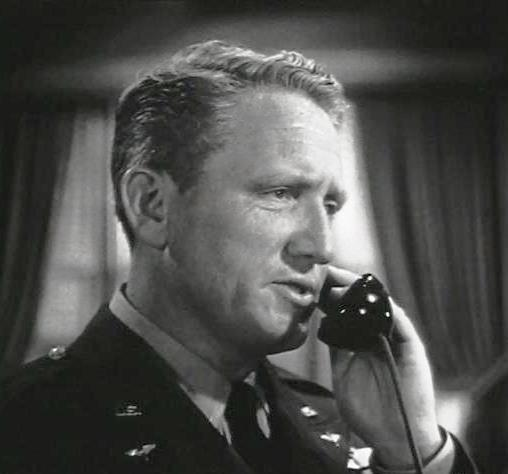
Spencer Tracy w filmie Trzydzieści sekund nad Tokio (1944)

Lata 40., już po japońskim ataku na Pearl Harbor, obfitowały też w szereg rozliczeniowych filmów wojennych skierowanych przeciwko Niemcom i Japonii. Gwałtowny rozwój przeżył gatunek filmu wojennego, definiowanego szeroko. Filmy wojenne nie ograniczały się do batalistyki (choć maestrię demonstrowały takie dzieła jak Bataan, 1943, Taya Garnetta oraz Trzydzieści sekund nad Tokio / Thirty Seconds Over Tokyo, 1944, LeRoya); mogły też opowiadać o cywilach i weteranach wojennych, jak np. w filmach Pani Miniver (Lady Miniver, 1942) i Najlepsze lata naszego życia (The Best Years of Our Lives, 1946) Williama Wylera. Po 1941 roku amerykańska kinematografia wyprodukowała szereg filmów propagandowych atakujących Państwa Osi, także fabularnych (melodramat Casablanca, 1942, Michaela Curtiza; Być albo nie być / To Be or Not to Be, 1942, Ernsta Lubitscha o polskim ruchu oporu przeciwko nazistom).

### Inne gatunki

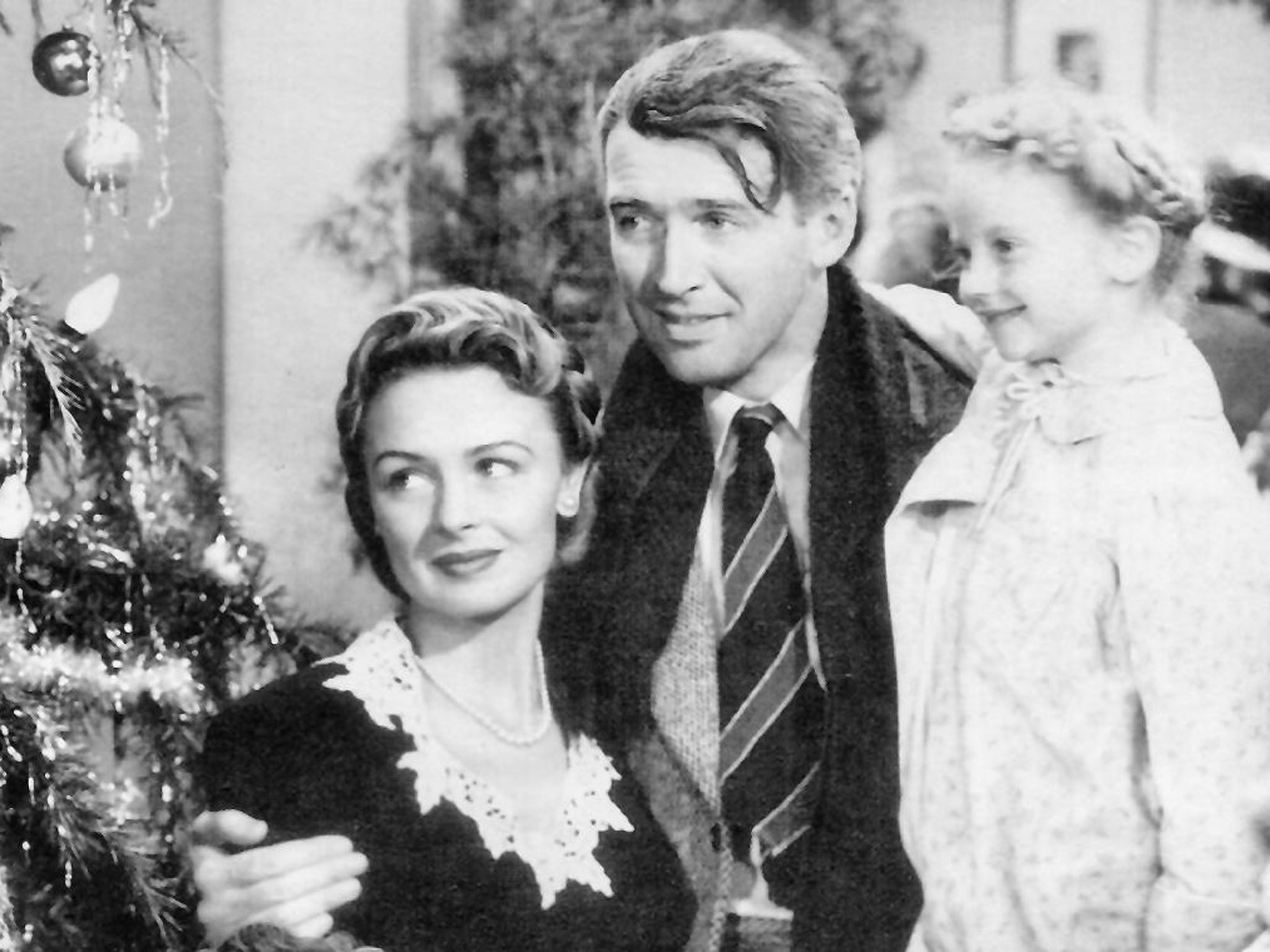
James Stewart (w środku) w filmie To wspaniałe życie (1945)

W latach 40. rozwój przeżyły też lżejsze gatunki, np. melodramat (To wspaniałe życie / It’s a Wonderful Life, 1946, Franka Capry; List od nieznanej kobiety / Letter from an Unknown Woman, 1948, Maxa Ophülsa; Dziedziczka / The Heiress, 1949, Wylera), komedie (Podróże Sullivana / Sullivan’s Travels, 1941, Prestona Sturgesa; Hellzapoppin', 1941, H.C. Pottera), western (Skarb Sierra Madre / Treasure of the Sierra Madre, 1948; Rzeka Czerwona / Red River, 1948, Hawksa).

### Początek kina feministycznego

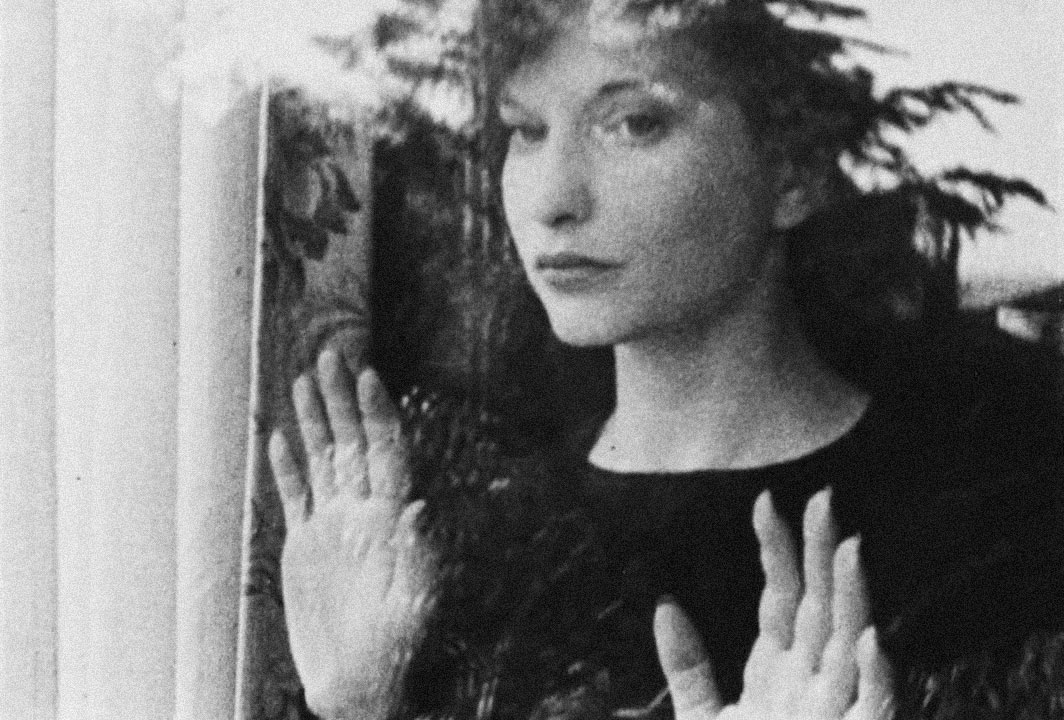
Maya Deren w jej własnym filmie Sieci popołudnia (1954)

Na marginesie kina amerykańskiego znalazły się pierwsze filmy o tematyce feministycznej. Reżyserka Dorothy Arzner zdobyła uznanie dopiero w latach 70. po ponownym odkryciu jej pionierskich filmów, w tym oskarżycielskiego wobec przyzwyczajeń patriarchalnej widowni Tańcz, dziewczyno, tańcz (Dance, Girl, Dance, 1942), gdzie pojawiła się wyrazista scena burzenia czwartej ściany. Maya Deren i Alexander Hammid natomiast zapisali się w historii kina Sieciami popołudnia (Meshes of the Afternoon, 1944), kluczowymi dla rozwoju amerykańskiej awangardy filmowej.

### Zmiany antytrustowe
W 1948 roku wyrokiem Sądu Najwyższego czołowe wytwórnie filmowe (MGM, Paramount, 20th Century Fox, Warner Bros. i RKO) zostały zmuszone do sprzedaży studiów produkcyjnych w ramach walki z porozumieniami trustowymi; ich rola została ograniczona do dystrybucji filmowej.

## Hollywood i apogeum zimnej wojny (1951–1960)

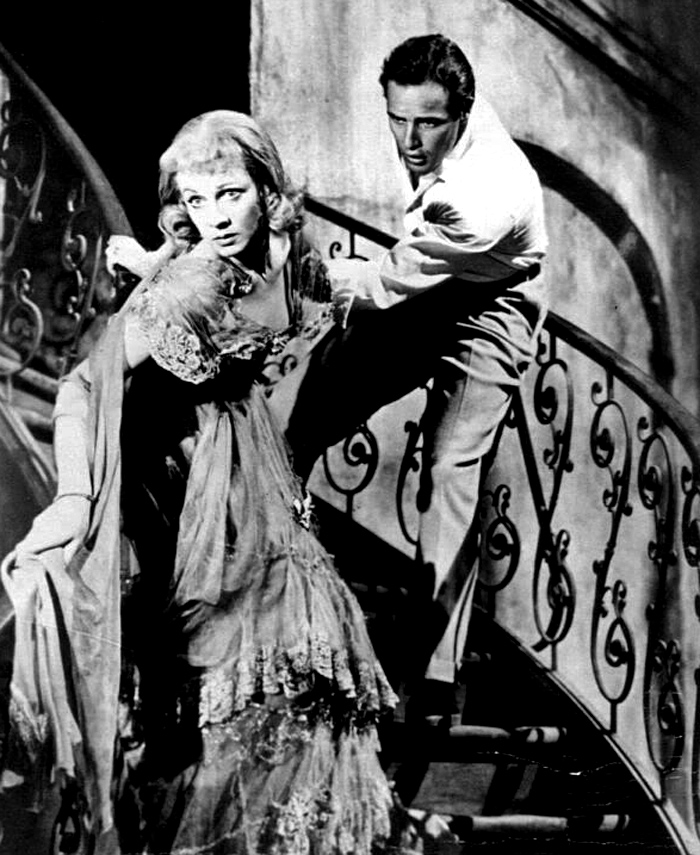
Vivien Leigh i Marlon Brando w Tramwaju zwanym pożądaniem (1951) Elii Kazana

W połowie XX wieku, wraz z masowym wprowadzeniem telewizorów do gospodarstw domowych, kina doświadczyły znacznego spadku popularności. Ten okres charakteryzował się dramatyczną walką o widza, co skłoniło wytwórnie filmowe do wprowadzenia nowych technologii i formatów w kinach. W 1953 roku wprowadzono technologię panoramiczną CinemaScope, wykorzystującą obiektyw anamorficzny. W 1954 roku – format VistaVision, w którym klatka filmowa była umieszczona poziomo na taśmie. Późniejsze lata przyniosły również zastosowanie taśmy 70 mm, co umożliwiło wyświetlanie filmów o znacznie lepszej jakości niż w telewizji. Ten okres był również czasem powstania nowych typów kin, takich jak kina samochodowe, które umożliwiały oglądanie filmów pod gołym niebem z samochodu.

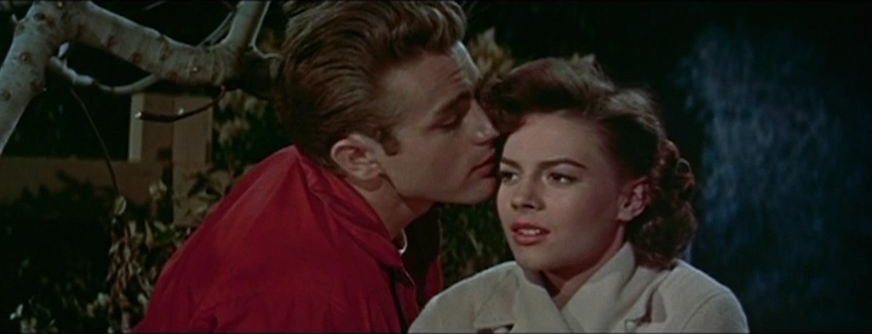
James Dean i Natalie Wood w Buntowniku bez powodu (1953) Nicholasa Raya

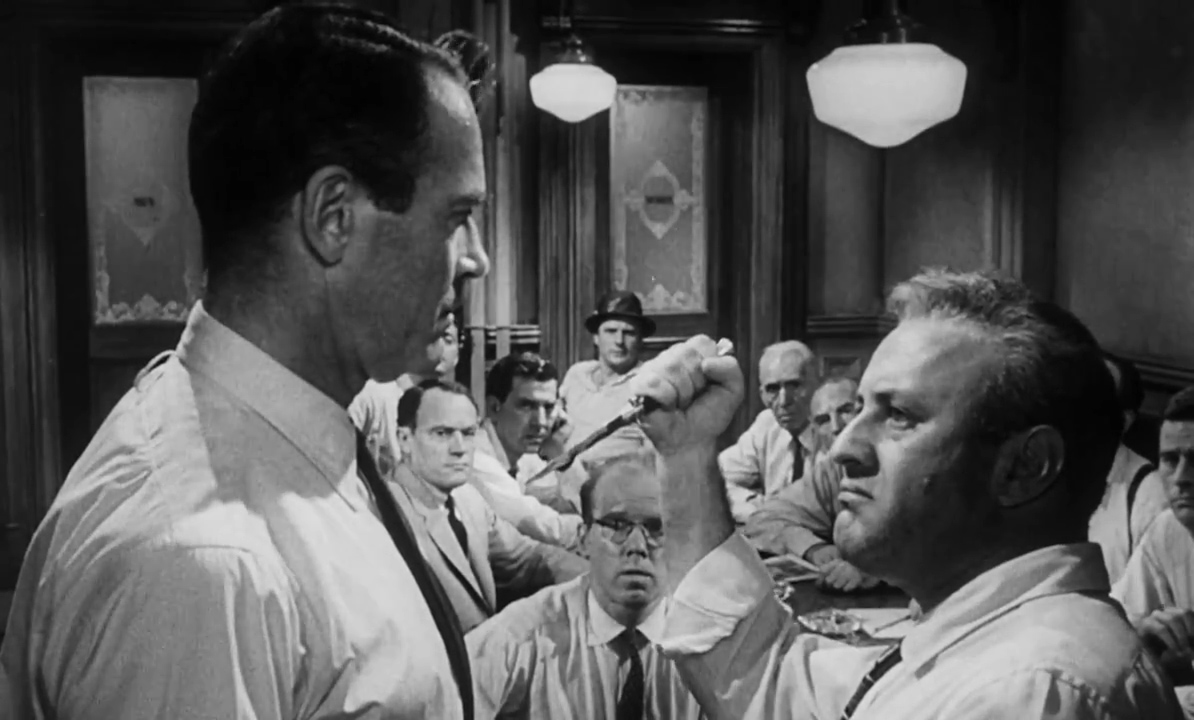
Henry Fonda i Lee J. Cobb w Dwunastu gniewnych ludziach (1957) Sidneya Lumeta

Był to również szczytowy okres zimnej wojny pomiędzy światem zachodnim a Związkiem Radzieckim. W Hollywood działała Komisja McCarthy’ego, zajmująca się poszukiwaniem szpiegów sowieckich i sympatyków partii komunistycznej. Część filmowców straciła pracę; scenarzyści tacy jak Dalton Trumbo (późniejszy scenarzysta oscarowych Rzymskich wakacji / Roman Holiday, 1953, Williama Wylera) i Carl Foreman musieli działać pod pseudonimami, a niektórzy reżyserzy o lewicowych poglądach, jak np. Charlie Chaplin, Jules Dassin i Cy Enfield, emigrowali do Europy. Reakcją na działania McCarthy’ego był szereg buntowniczych, alegorycznych filmów. Elia Kazan zasłynął ze wprowadzenia nowej metody aktorskiej (Actors Studio) w filmie Tramwaj zwany pożądaniem (A Streetcar Named Desire, 1951) na podstawie sztuki Tennessee Williamsa. Gwiazda Przeminęło z wiatrem, Vivien Leigh, zagrała w nim nieżyciową osobę sponiewieraną przez robotniczego męża swojej siostry, granego przez Marlona Brando. Gdy pod presją Komisji McCarthy’ego Kazan zaczął donosić na innych filmowców – co położyło się cieniem na jego karierze – oprócz propagandowego filmu Na nabrzeżach (On the Waterfront, 1954) o walce jednostki z komunistycznym związkiem zawodowym zrealizował alegoryczne dzieło wzorowane na Księdze Rodzaju. Na wschód od Edenu (1955) na podstawie prozy Steinbecka zdominowała tym razem dosadna gra Jamesa Deana, który stał się synonimem buntownika również w portretującym młodocianych przestępców dziele Buntownik bez powodu (Rebel Without a Cause, 1955) Nicholasa Raya. Także producent i reżyser Stanley Kramer objął swą opieką produkcję wielu lewicowych filmów, np. polemicznego westernu W samo południe (High Noon, 1952) Freda Zinnemanna według scenariusza Foremana o stróżu prawa zaszczutym przez otoczenie (Gary Cooper), Ucieczki w kajdanach (The Defiant Ones, 1958) o przewrotnej współpracy białego i czarnoskórego więźnia oraz postapokaliptycznego Ostatniego brzegu (On the Beach, 1959) o świecie zniszczonym przez wojnę atomową. Istotnym przełomem okazał się kameralny debiut Sidneya Lumeta Dwunastu gniewnych ludzi (12 Angry Men, 1957) z udziałem Henry’ego Fondy jako progresywnego członka ławy przysięgłych, który stopniowo przekonuje resztę ławników o niewinności młodzieńca z mniejszości etnicznej, w którego sprawie ma zapaść wyrok. Zwiastunem rozluźnienia obyczajowego był też film Jak ptaki bez gniazd (The Fugitive Kind, 1960) Lumeta według sztuki Williamsa, gdzie wykolejony życiowo bohater (Brando) poznawał nimfomankę i wiązał się z mężatką.
Konserwatywna część Hollywoodu, nie tylko w kontrze do lewicy, ale również do telewizji, zaczęła kręcić wystawne eposy historyczne w powszechnie wprowadzanym do kin Technicolorze. Samson i Dalila (Samson and Delilah, 1949) Cecila B. DeMille’a przywrócił modę na tzw. kino peplum w realiach starożytnych, którego ważniejszymi dziełami przedstawicielskimi stały się również Quo vadis (1951) LeRoya na podstawie powieści Henryka Sienkiewicza, Dziesięcioro przykazań (The Ten Commandments, 1956) DeMille’a oraz Ben-Hur (1959) Wylera. Gwałtowny rozwój przeżywał western – zwłaszcza filmy Johna Forda (Poszukiwacze / The Searchers, 1956) i Howarda Hawksa (Rio Bravo, 1959), w których występował Wayne, otwarcie wcielający się w role zgorzkniałych rasistów. Cenione były też mroczniejsze stylistycznie dzieła Anthony’ego Manna (Mściciel z Laramie / The Man from Laramie, 1955). Podobnie konserwatywne treści przenikały fantastykę naukową, np. Istotę z innego świata (The Thing from Another World, 1951) Hawksa, gdzie potępiano szkodliwość nauki oraz promowano bezpardonowe zwalczanie Obcych; Inwazję porywaczy ciał (Invasion of the Body Snatchers, 1956) Dona Siegela z motywem Obcych masowo przenikających Ziemię w ludzkiej postaci; a także Człowieka, który nieprawdopodobnie się zmniejszał (The Incredible Shrinking Man, 1957) Jacka Arnolda o napromieniowanym everymanie, który stopniowo malał i z czasem doceniał ogrom boskiego wszechświata, wobec którego stawał się coraz bardziej kruchy.
Lata 50. były też złotą erą amerykańskiego musicalu. Najbardziej reprezentatywnym filmem dekady stała się autotematyczna Deszczowa piosenka (Singin’ in the Rain, 1953) Stanleya Donena i Gene’a Kelly’ego, z których ten drugi wcielił się też w główną rolę aktora kina niemego postawionego w obliczu konieczności zaadaptowania się do zmiennych realiów Hollywoodu. Ceniono też takie filmy, jak wystawny Amerykanin w Paryżu (An American in Paris, 1951) Vincente Minnellego – ponownie z Kellym w głównej roli – oraz krytyczne wobec mechanizmów amerykańskiego showbiznesu Narodziny gwiazdy (A Star is Born, 1954) George’a Cukora z Judy Garland.
Podobna krytyka Hollywoodu pojawiła się w poważniejszym filmie noir Bulwar Zachodzącego Słońca (Sunset Boulevard, 1950) Wildera, gdzie gwiazda kina niemego Gloria Swanson wcieliła się w rolę analogicznej aktorki, która daremnie próbuje wrócić do zawodu. Dla kina noir lata 50. były już momentem dogorywania. Kultem cieszyły się przede wszystkim Bannion (The Big Heat, 1953) Langa o policjancie walczącym z pozoru nadaremnie przeciwko mafii i lokalnej korupcji, stylowy Śmiertelny pocałunek (Kiss Me Deadly, 1955) Roberta Aldricha; modelowy przykład heist filmów (utworów o zorganizowanym napadzie) – Zabójstwo (The Killing, 1956) Stanleya Kubricka; wreszcie zaś brutalnie potraktowany przez cenzurę Dotyk zła (The Touch of Evil, 1958) Orsona Wellesa, poruszający motyw moralnej zgnilizny, zabójstw i gwałtu zbiorowego. Sukcesy w gatunku dreszczowców wciąż odnosił zainspirowany psychoanalizą Alfred Hitchcock (Okno na podwórze / Rear Window, 1954; Zawrót głowy / Vertigo, 1958), a także sprawny realizator Samuel Fuller (Kradzież na South Street/ Pickup on South Street, 1953).

## Lata 60.

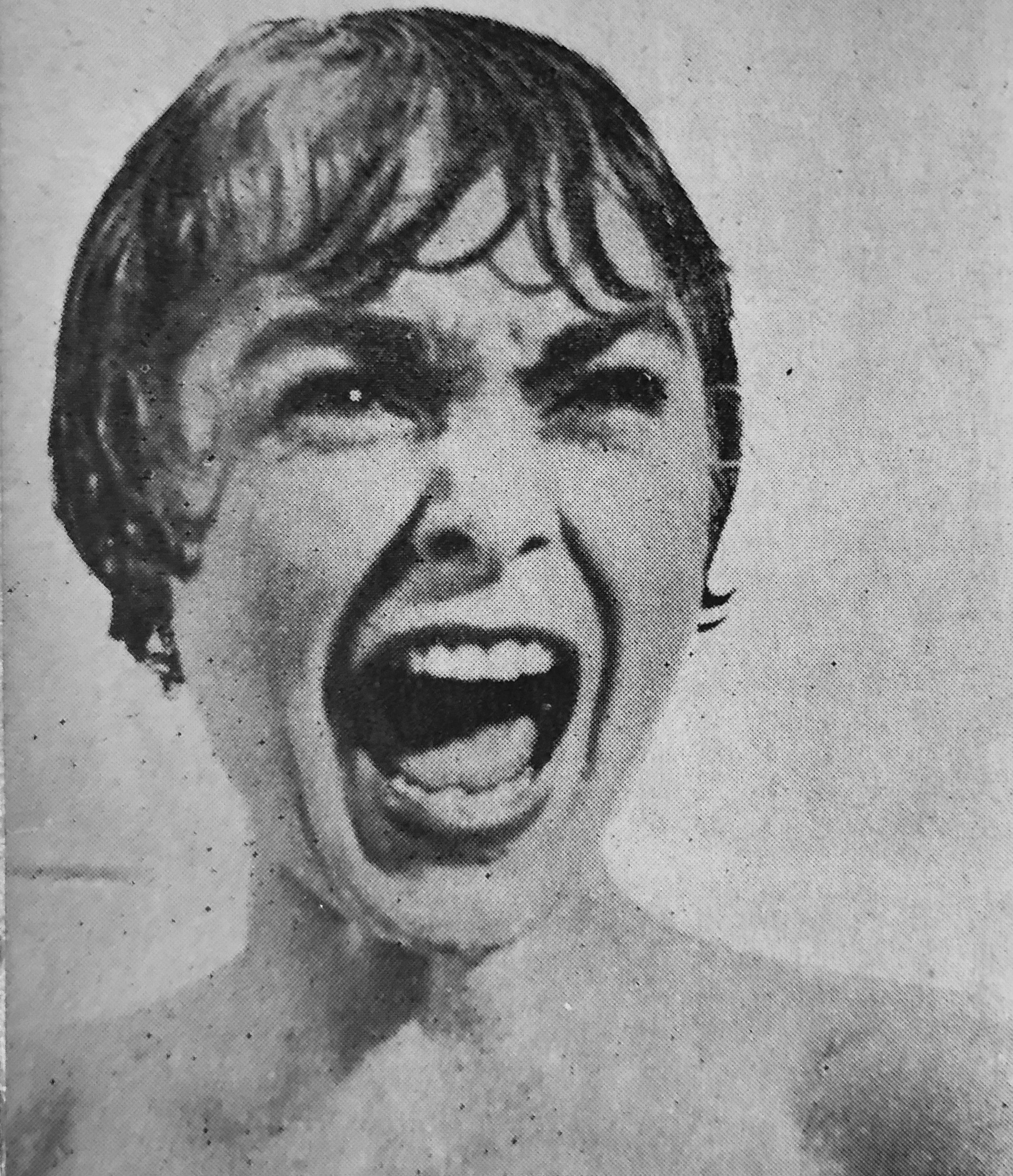
Ikoniczny krzyk Janet Leigh podczas sceny morderstwa pod prysznicem: Psychoza (1960) Alfreda Hitchcocka

W latach 60. na znaczeniu zaczęło zyskiwać kino autorskie, w dużej mierze za sprawą teorii autorskiej, którą z Francji zapożyczył krytyk filmowy Andrew Sarris. Zwiększyła się swoboda twórców, a cenzura została ograniczona wskutek coraz bardziej pomysłowych prób obchodzenia Kodeksu Produkcyjnego. Szlak ku zmianom w ukazywaniu przemocy przetarł slasher Psychoza (Psycho, 1960) Hitchcocka ze słynną sceną morderstwa nagiej głównej bohaterki pod prysznicem. Oprócz narastającej przemocy przełamywano też tabu językowe i seksualne. Przykładem na gruncie seksualnym był awangardowy film Kennetha Angera Scorpio Rising (1963), łączący w sobie widoki sadomasochistycznych praktyk z bluźnierczymi nawiązaniami do Nowego Testamentu i narastająco przyśpieszanym montażem. Wreszcie Mike Nichols w swym debiucie fabularnym Kto się boi Virginii Woolf? (Who’s Afraid of Virginia Woolf?, 1966) podważył sens cenzury słownej, ukazując dramat zgorzkniałej pary małżonków (Elizabeth Taylor i Richard Burton), obrzucającej się nieproporcjonalnie dużą liczbą przekleństw. 

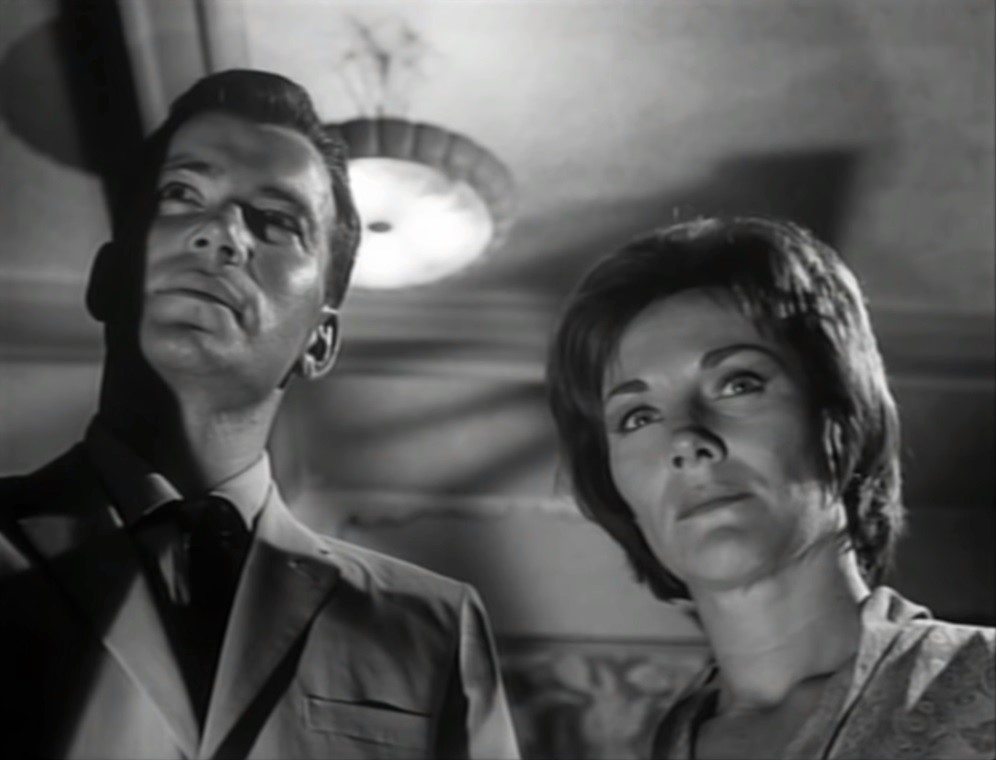
William Shatner i Jeanne Cooper w filmie Intruz (1962) Rogera Cormana

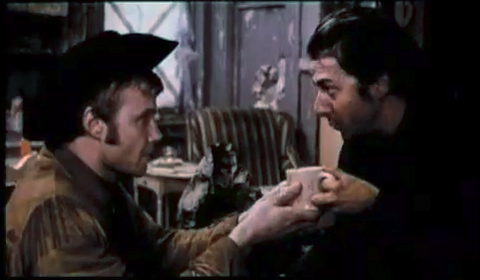
Jon Voight i Dustin Hoffman w filmie Nocny kowboj (1969) Johna Schlesingera

W obliczu brutalnego tłumienia afroamerykańskiego ruchu praw obywatelskich przez aparat policyjny Afroamerykanie pozytywnie przyjmowali pionierskie filmy takie jak Zgadnij, kto przyjdzie na obiad (Guess Who’s Coming to Dinner, 1967) Stanleya Kramera i W upalną noc (In the Heat of the Night, 1967) Normana Jewisona – oba z Sidneyem Poitierem odpowiednio w roli kulturalnego narzeczonego białej dziewczyny oraz detektywa niesłusznie oskarżonego o zabójstwo. Nawet znany dotychczas z niskobudżetowego kina gatunkowego Roger Corman zaistniał jako realizator Intruza (The Intruder, 1962), poświęconego fali linczów na Afroamerykanach i ich obrońcach, sprowokowanej przez białego karierowicza. Podobną zmianę w zakresie kina gejowskiego przyniósł Nocny kowboj (The Midnight Cowboy, 1969) Johna Schlesingera o mężczyźnie z Teksasu, który próbuje sił jako męska prostytutka w Nowym Jorku. Nocny kowboj po olbrzymich problemach dystrybucyjnych został dopuszczony do wyświetlania w kinach dla dorosłych, co stało się możliwe dzięki stworzeniu systemu klasyfikacji wiekowej, w tym kategorii X (zmienionej z czasem na R). 
Lata 60., moment narodzin kontrkultury w Stanach Zjednoczonych, umożliwiły rozwój kina niezależnego. Oprócz undergroundowych filmów Angera i Andy’ego Warhola (Chelsea Girls, 1966) jego przejawem stał się kasowy Swobodny jeździec (Easy Rider, 1969) Dennisa Hoppera o motocyklistach-hippisach, gdzie drugoplanową rolę zagrał Jack Nicholson. Nicholson zyskał sławę także filmem Pięć łatwych utworów (Five Easy Pieces, 1970) Boba Rafelsona, gdzie odgrywał buntownika z klasy wyższej, który świadomie wybrał pracę fizyczną jako źródło zarobku. Cenionym artystą niezależnym był również John Cassavetes, znany przede wszystkim z filmu Cienie (Shadows, 1959) o tematyce systemowego rasizmu w USA oraz dramatu obyczajowego Twarze (Faces, 1968) o kryzysie małżeńskim.

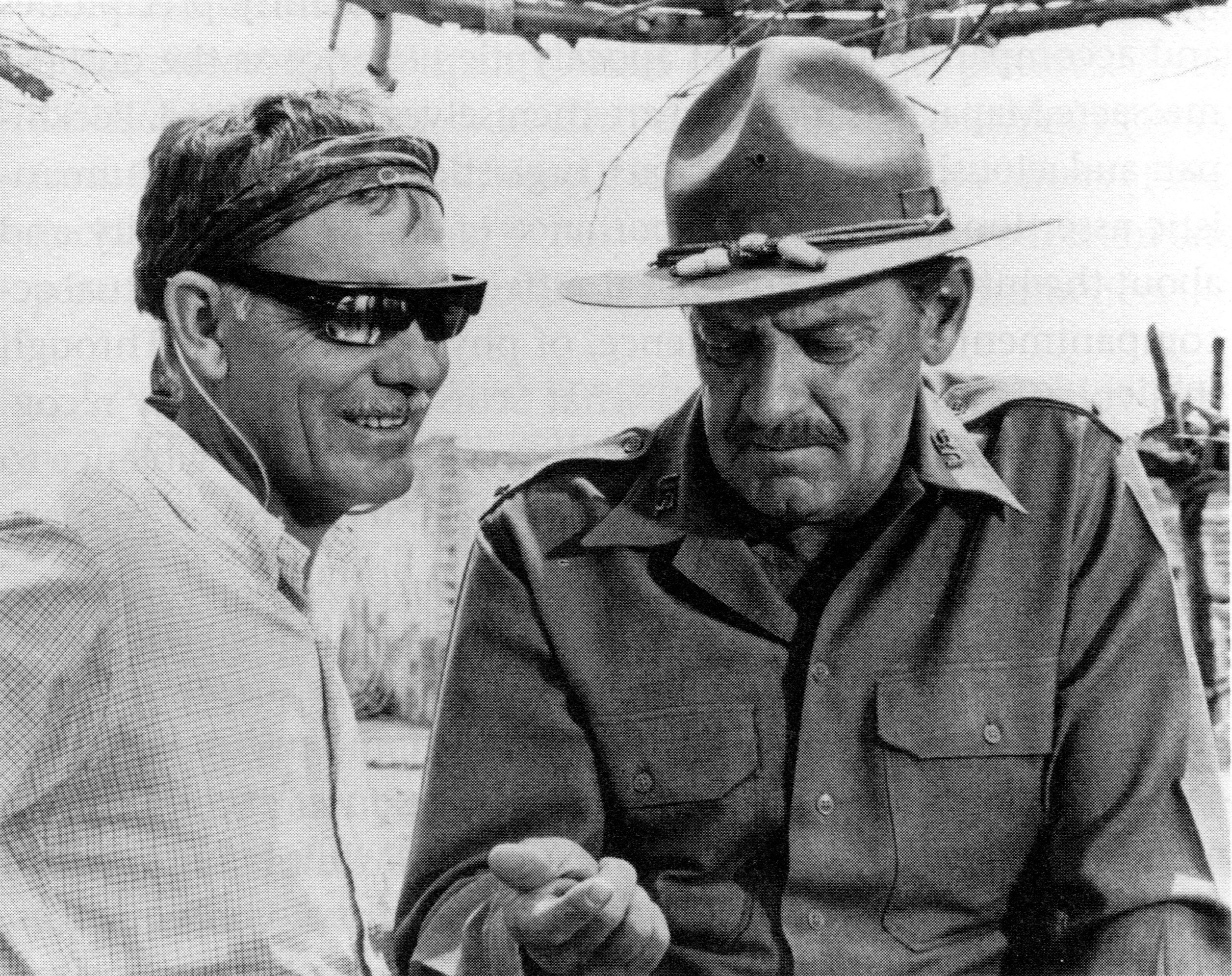
Sam Peckinpah (od lewej) i Charlton Heston na planie filmu Dzika banda (1969)

Dekada lat 60. przyniosła również olbrzymi rozwój drastycznej przemocy na ekranach kin. Uwidaczniał się on w kinie gangsterskim; film Bonnie i Clyde (Bonnie and Clyde, 1967) Arthura Penna na motywach biografii słynnej pary przestępców zamienił końcową scenę zasadzki FBI w rzeź bohaterów, przy tryskającej krwi i w spowolnieniu (slow motion). Do skrajności poetykę przemocy doprowadził Sam Peckinpah w westernie Dzika banda (The Wild Bunch, 1969), eposie o przestępcach-najemnikach, zatrudnionych przez zblazowanego meksykańskiego generała u schyłku meksykańskiej rewolucji. Film zaczynał się i kończył rzezią setek, często niewinnych osób, łącząc poetykę slow motion z odpowiednim rytmem montażowym, a także podważając ludzkie wartości takie jak odwaga, honor, szacunek – które w filmie albo nie istnieją, albo służą złej sprawie. W dziedzinie horrorów kamieniami milowymi stały się Noc żywych trupów (Night of the Living Dead, 1968) George’a A. Romera o inwazji zombie, z silnie zarysowanym tłem społecznym – głównym bohaterem był Afroamerykanin – oraz Dziecko Rosemary (Rosemary’s Baby, 1968) Romana Polańskiego o kobiecie zgwałconej przez diabła i osaczonej przez męża oraz sąsiadów, z proaborcyjnym przesłaniem.

## Lata 70.

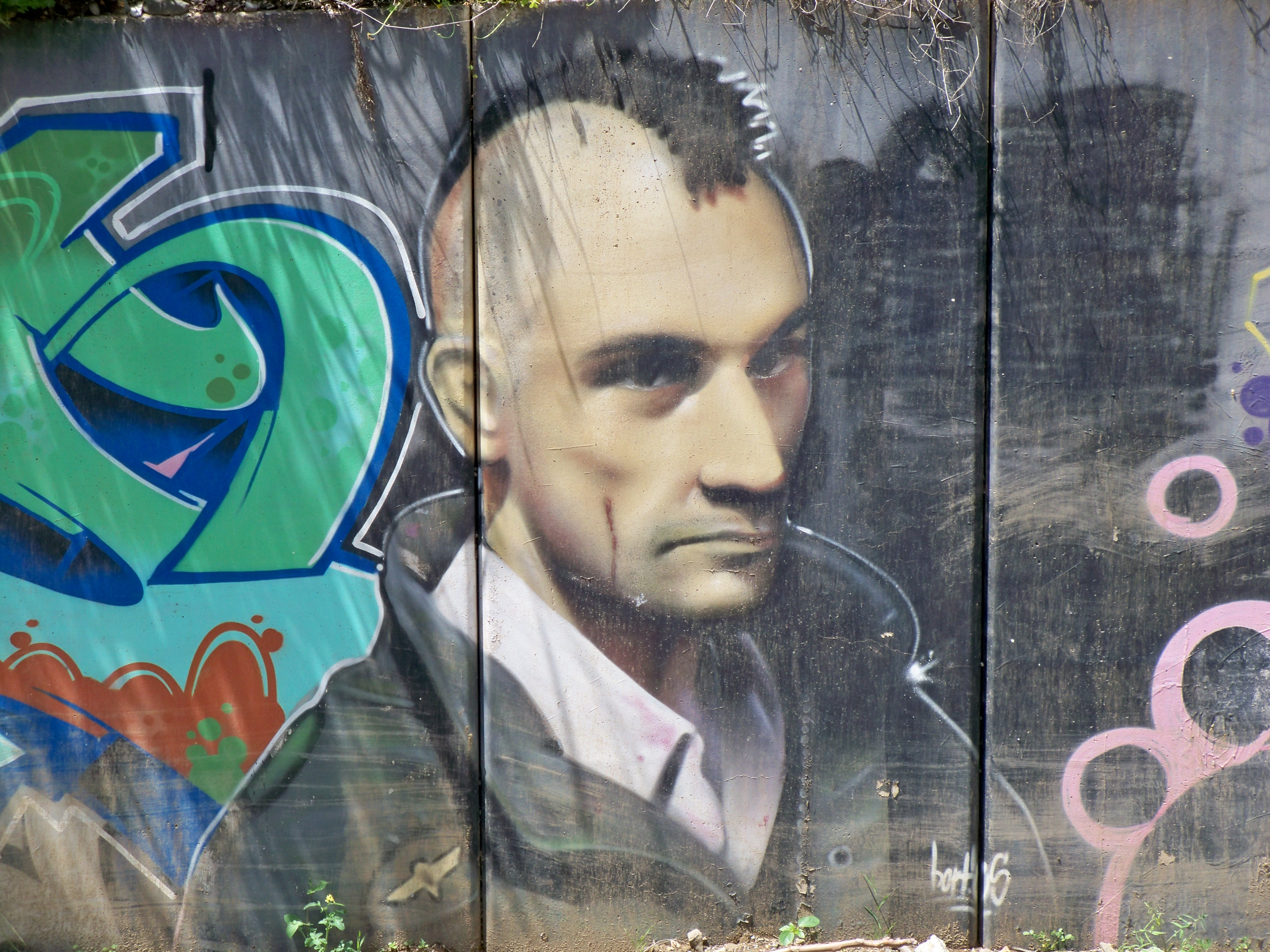
Mural z wizerunkiem Roberta De Niro, nawiązujący do jego roli w Taksówkarzu (1976) Martina Scorsese

W późnych latach 60. i w latach 70. do głosu w amerykańskiej kinematografii doszło pokolenie reżyserów znane pod nazwą Nowego Hollywood. Reżyserzy Nowego Hollywood, nieufni i przekorni wobec władzy (zwłaszcza podczas urzędowania prezydenta Richarda Nixona), rozbrajali mity narodowe ustanowione przez dotychczasową kinematografię. Francis Ford Coppola z miejsca zdobył uznanie dramatem gangsterskim Ojciec chrzestny (The Godfather, 1972) na motywach prozy Maria Puzo, gdzie romantyzował przestępczy półświatek włoskiej mafii w Stanach Zjednoczonych i odkrył talent Ala Pacino. Coppola zasłynął też m.in. paranoicznym thrillerem Rozmowa (The Conversation, 1974) o wszechobecnym podsłuchu obywateli, przecierając szlak dla osobnego kina spisku; przedstawicielami tego nurtu byli też m.in. Sydney Pollack (Trzy dni Kondora / Three Days of the Condor, 1975), Alan J. Pakula (zaangażowany film Wszyscy ludzie prezydenta / All the President’s Men, 1976, o aferze Watergate), a jego formułę później rozwinął inny przedstawiciel Nowego Hollywood, Brian De Palma w Wybuchu / Blow Out (1981). Martin Scorsese z kolei zasłynął współczesnym dramatem gansterskim Ulice nędzy (Mean Streets, 1973) o nędznych perspektywach młodych włoskich imigrantów w Stanach, Taksówkarzem (Taxi Driver, 1976) o weteranie wojny w Wietnamie, który popada w psychozę, a także brawurowo nakręconym Wściekłym Bykiem (Raging Bull, 1980), biografią boksera staczającego się po równi pochyłej. We wszystkich tych filmach Scorsesego główne role zagrał Robert De Niro, ulubiony aktor reżysera.
Wojna w Wietnamie w latach 70. była jeszcze trudnym tematem dla filmowców. Robert Altman nawiązał do jej bezsensu aluzyjnie, kręcąc film M.A.S.H. (1970), osadzony nominalnie w realiach konfliktu koreańskiego. Dopiero Michael Cimino w Łowcy jeleni (The Deer Hunter, 1978) nawiązał do psychologicznego spustoszenia, jakie dotykało amerykańskich ochotników po walkach zbrojnych i niewoli u północnych Wietnamczyków (słynna scena rosyjskiej ruletki). Coppola w Czasie Apokalipsy (Apocalypse Now, 1979) dokonał wzorcowej transpozycji opowiadania Josepha Conrada Jądro ciemności, choć nie zajął jednoznacznie antywojennego stanowiska wobec konfliktu. Rozliczenie z amerykańskim udziałem w wojnie miało nastąpić dopiero w kolejnej dekadzie.

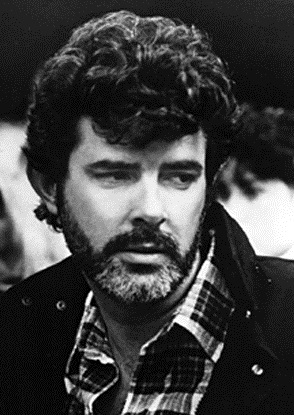
George Lucas, twórca Gwiezdnych wojen

Do Nowego Hollywood byli początkowo zaliczani George Lucas (dystopia THX 1138, 1972) oraz Steven Spielberg (Sugarland Express, 1974), którzy jednak szybko przestawili się na produkcję komercyjną. Spielberg zasłynął blockbusterem Szczęki (Jaws, 1975) o krwiożerczym rekinie atakującym plażowiska na Zachodnim Wybrzeżu, by ukierunkować później swą twórczość na tworzenie fantazji naukowych (Bliskie spotkania trzeciego stopnia / Close Encounters of Third Kind, 1977; E.T., 1982) i nostalgicznych wznowień kina przygodowego z lat 20. i 30. (Poszukiwacze zaginionej Arki / Raiders of the Lost Ark, 1981). Podobną drogą poszedł Lucas, reżyserując Gwiezdne wojny (Star Wars, 1977), popisową pod względem komputerowych efektów specjalnych operą kosmiczną w duchu amerykańskiej fantastyki spod znaku literackiej Nowej Fali. Twórczość Lucasa i Spielberga w Polsce doczekała się pejoratywnego określenia „Kino Nowej Przygody”, ukutego przez Jerzego Płażewskiego. W ramach kina gatunkowego popularnością cieszyły się też satyryczne horrory (Teksańska masakra piłą mechaniczną / Texas Chainsaw Massacre, 1974, Tobe’a Hoopera; Omen, 1976, Richarda Donnera; Carrie, 1976, Briana De Palmy; Świt żywych trupów / Dawn of the Dead, 1978, George’a A. Romera; Obcy – ósmy pasażer Nostromo / Alien, 1979, Ridleya Scotta) oraz slashery (Halloween, 1979, Johna Carpentera). Kwitły też komedie, czego przykładem stała się twórczość Petera Bogdanovicha (Ostatni seans filmowy / The Last Picture Show, 1971), a także brawurowe utwory Woody’ego Allena, często kpiącego z własnej persony i schematów gatunkowych (Annie Hall, 1977; Manhattan, 1979).
Zjawisko kontrkultury w Stanach Zjednoczonych zgłębiali też reżyserzy spoza kraju. Michelangelo Antonioni nakręcił w USA film Zabriskie Point (1970), znany z widowiskowego wyobrażenia destrukcji wszelkich przedmiotów codziennego użytku. Miloš Forman orędował za nieskrępowaną wolnością jednostki w wielokrotnie nagradzanym filmie Lot nad kukułczym gniazdem (One Flew Over the Cuckoo’s Nest, 1974) z popisową rolą Nicholsona jako symulanta, który próbuje podburzyć pensjonariuszy szpitala psychiatrycznego do buntu. Głęboka niewiara w amerykańską demokrację dominowała w Chinatown (1974) Polańskiego, również z rolą Nicholsona jako prywatnego detektywa uwikłanego w piętrową intrygę kryminalną, z aluzjami do kazirodztwa.

## Lata 80.
Po dojściu do władzy prezydenta Ronalda Reagana można było dostrzec kilka zjawisk. Jednym z nich stało się osłabienie pozycji reżyserów jako głównych autorów filmów. Olbrzymia klęska komercyjna Wrót niebios (Heaven’s Gate, 1980) Michaela Cimino, która pociągnęła za sobą upadek wytwórni United Artists, zniechęciła producentów do wspierania ekscesów reżyserskich. Podejmowano bezpieczniejsze tematy, które zdefiniowały na nowo hollywoodzką konwencję kina fabularnego, określaną mianem reaganomatografii. Na znaczeniu zyskały widowiska fantasy, silnie inspirowane albo dziełami Tolkiena (Willow, 1984, Rona Howarda), albo Roberta E. Howarda (Conan Barbarzyńca, 1982, Johna Miliusa). Widowiska te adresowano głównie do młodzieży, podobnie jak nostalgiczne filmy o dzieciństwie lat 50.: Powrót do przyszłości (Back to the Future, 1985) Roberta Zemeckisa z motywem podróży w czasie, Stań przy mnie (Stand by Me, 1986) Roba Reinera lub służący reaganowskiej propagandzie społeczeństwa konsumpcyjnego Wolny dzień Ferrisa Buellera (Ferris Bueller’s Day Off, 1986) o psychopatycznym nastolatku, któremu uchodzą wszelkie wykroczenia.

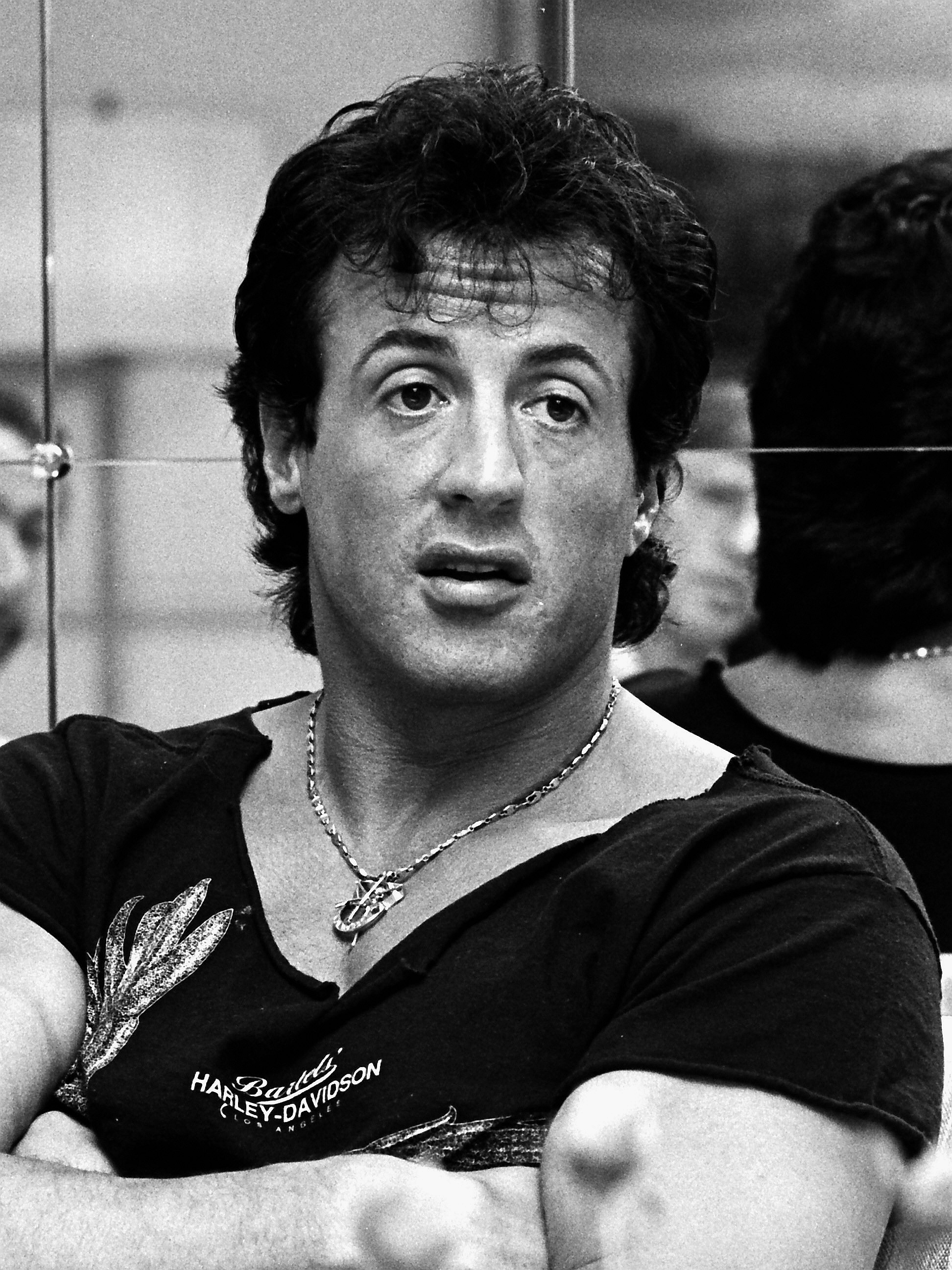
Sylvester Stallone, odtwórca ikonicznej postaci Johna Rambo

Dekada lat 80. była również zdominowana przez kino akcji klasy B. Przykładem tej tendencji był kasowy triumf filmu Rambo: Pierwsza krew (First Blood, 1982) Teda Kotcheffa, z udziałem Sylvestra Stallone’a jako poniewieranego weterana wojny w Wietnamie. Pierwsza krew odzwierciedlała reaganowską propagandę o niedocenianiu weteranów wojennych przez amerykańskie społeczeństwo. Popularność zdobywały też filmy sztuk walki, inspirowane analogicznymi hongkońskimi produkcjami, z udziałem m.in. imigranta z Belgii Jean-Claude’a Van Damme’a. Symbolem lat 80. stało się aktorstwo Arnolda Schwarzeneggera, który wystąpił w wielu filmach akcji, m.in. jako niebezpieczny cyborg w Terminatorze (1984) Jamesa Camerona, komandos w Predatorze (1987) Johna McTiernana oraz robotnik poddany praniu mózgu w Pamięci absolutnej (1990) Paula Verhoevena. Większymi ambicjami niż wspomniane filmy cieszyły się takie filmy fantastycznonaukowe jak Łowca androidów (Blade Runner, 1982) Ridleya Scotta, Coś (The Thing, 1982) Johna Carpentera, a przede wszystkim antykapitalistyczne Oni żyją (They Live, 1989) Carpentera o inwazji Obcych zapośredniczonej przez nieskrępowany konsumpcjonizm.
Nieufność wobec reaganomatografii przejawiało wielu reżyserów filmowych. Lizzie Borden w 1983 roku nakręciła utopijną fikcję polityczną Born in Flames, prezentującą rzeczywistość, w której Reagan nigdy nie doszedł do władzy, a Stany Zjednoczone są państwem socjalistycznym. Stopniowo zdobywający renomę reżysera-surrealisty David Lynch ukazał w Blue Velvet (1987) moralną zgniliznę ukrytą za oleodrukowym wizerunkiem amerykańskich przedmieść. Constantin Costa-Gavras w Zaginionym (Missing, 1982) dotknął tematu milczenia amerykańskiego rządu wobec ofiar prawicowego puczu Augusto Pinocheta w Chile w 1973 roku. Do ostrych krytyków rządu Reagana należał też Oliver Stone, który piętnował prawicowe dyktatury (Salwador / Salvador, 1986), zbrodnie Amerykanów podczas wojny wietnamskiej (Pluton / Platoon, 1986; Urodzony 4 lipca / Born on the 4th of July, 1989) oraz przybierający za Reagana kult pieniądza i łatwego zarobku (Wall Street, 1987). Po wielokrotnie nagradzanym Plutonie za ciosem Stone’a poszli inni krytycy wojny wietnamskiej: Stanley Kubrick (Full Metal Jacket, 1987), Brian De Palma (Ofiary wojny / Casualties of War, 1989), Barry Levinson (Good Morning, Vietnam, 1987). Systemowy rasizm wybrzmiewał z kolei w twórczości Spike’a Lee, jednego z najbardziej rozpoznawalnych przedstawicieli Nowego Kina Czarnych, m.in. w głośnym filmie Rób, co należy (Do the Right Thing, 1989) o napięciach rasowych prowadzących do eskalacji przemocy i brutalnej interwencji białej policji.
Po klęsce Wrót niebios western dogorywał jako gatunek filmowy, tracąc stopniowo znaczenie na rzecz miejskiego kina kryminalnego. Próbą połączenia westernu z kryminałem był film Nietykalni (The Untouchables, 1987) De Palmy, z udziałem Kevina Costnera i Seana Connery’ego jako nieprzekupnych stróży prawa, szukających dowodu na przestępczą działalność Ala Capone w 1930 roku. Nadal sukcesy odnosiło kino gangsterskie, m.in. Człowiek z blizną (Scarface, 1983) De Palmy – uwspółcześniona wersja filmu Hawksa – oraz ponad czterogodzinny epos Sergia Leone Dawno temu w Ameryce (Once Upon a Time in America, 1984), zakrojony na półwiecze historii Stanów Zjednoczonych.
Na obrzeżach polityki sytuowało się odrodzone kino niezależne. Dzięki europejskim sukcesom festiwalowym takich filmów, jak Inaczej niż w raju (Stranger than Paradise, 1982) Jima Jarmuscha, Śmiertelnie proste (Blood Simple, 1985) braci Coen oraz Seks, kłamstwa i kasety wideo (Sex, Lies and Videotapes, 1989) Stevena Soderbergha renomę zyskał dotąd marginalny festiwal Sundance, na którym wyświetlane bądź nagradzane były wspomniane filmy.

## Lata 90.

Graffiti Banksy'ego nawiązujące do sceny z filmu Pulp Fiction (1994) Quentina Tarantino, od lewej John Travolta i Samuel L. Jackson

### Główne nurty filmowe i kluczowi reżyserzy
Lata 90. to złota era kina niezależnego w Stanach Zjednoczonych, kiedy to niezależni filmowcy zyskali bezprecedensową pozycję w głównym nurcie kinematografii. Dekada ta przyniosła renesans kina psychologicznego i neo-noir, czego najlepszymi przykładami są filmy takie jak Milczenie owiec (SIlence of the Lambs, 1991) Jonathana Demme’a czy Siedem (Se7en, 1995) Davida Finchera. Quentin Tarantino stał się ikoną tej epoki dzięki Pulp Fiction (1994), które zarobiło 214 milionów dolarów i otrzymało Złotą Palmę w Cannes, ustanawiając nowy standard dla nieliniowej narracji i popkulturowych odniesień. Martin Scorsese kontynuował swoją artystyczną ewolucję Chłopcami z ferajny (Goodfellas, 1990); wielki rozgłos zdobyła Lista Schindlera (Schindler’s List, 1993) Spielberga, która otrzymała siedem Oscarów i wywołała dyskusję o granicach przedstawiania Zagłady Żydów w kinie komercyjnym. Równocześnie wyłoniła się nowa generacja autorów, takich jak Paul Thomas Anderson (Boogie Nights, 1997), bracia Coen (Fargo, 1996).

### Rewolucja technologiczna i efekty specjalne
Dekada lat 90. zaznaczyła się przełomem w dziedzinie grafiki komputerowej, który fundamentalnie zmienił możliwości wizualnego storytellingu. Terminator 2: Dzień sądu (Terminator 2: Judgment Day, 1991) wprowadził pierwszą fotorealistyczną postać CGI w postaci płynnego T-1000. Prawdziwą przemianą okazał się jednak Park Jurajski (Jurassic Park, 1993), łączący animatronikę z cyfrową animacją w dotychczas niemożliwy sposób. Industrial Light & Magic rozwinęło zaawansowane techniki renderowania, kompozycji cyfrowej i motion capture. Toy Story (1995) Johna Lassetera ze studia Pixar stało się pierwszym w pełni animowanym komputerowo filmem fabularnym, co udowadniało, że całe produkcje mogą być tworzone cyfrowo. Kulminacją dekady był Matrix (1999) sióstr Wachowskich, który wprowadził technikę bullet time wykorzystującą ponad 120 kamer w okrągłych konstrukcjach.

### Przemiany w branży i systemie studyjnym
Lata 90. przyniosły fundamentalną konsolidację Hollywood poprzez wielkie fuzje i przejęcia, które przekształciły tradycyjny system studyjny w zintegrowane konglomeraty medialne. Połączenie Time Inc. z Warner Communications (1990) stworzyło największą firmę medialną świata, podczas gdy Viacom przejął Paramount za 10 miliardów dolarów (1994). Równocześnie nastąpił wzrost dystrybucji filmów niezależnych – Miramax, przejęte przez Disneya za 60 milionów dolarów w 1993 roku, udowodniło rentowność kina artystycznego. Zmiany w dziedzinie dystrybucji wideo, szczególnie wprowadzenie DVD w 1997 roku, radykalnie przeobraziły model biznesowy. Globalizacja kina amerykańskiego osiągnęła nowe rozmiary po zakończeniu zimnej wojny; międzynarodowe zyski zaczęły przewyższać przychody krajowe. Liczba kin w USA wzrosła dzięki rozwojowi megapleksów.

### Kontekst kulturowy i wpływ społeczny
Filmy lat 90. odzwierciedlały i jednocześnie kształtowały amerykańską tożsamość w okresie prezydentury Billa Clintona. Kino tej dekady eksplorować zaczęło wewnętrzne lęki zamiast zewnętrznych zagrożeń, analizując przemoc społeczną (Pulp Fiction, Urodzeni mordercy / Natural Bron Killers, 1994, Olivera Stone’a), kulturę młodzieżową Generacji X (Sprzedawcy / Clerks, 1994, Kevina Smitha; Reality Bites, 1994, Bena Stillera; Uczniowska balanga / Dazed and Confused, 1993, Richarda Linklatera) oraz lęki przed technologią (Matrix; Truman Show, 1994, Petera Weira). Reprezentacja grup społecznych uległa znaczącej poprawie, szczególnie w kinie niezależnym – wyłoniło się zjawisko New Queer Cinema z filmami takimi jak Moje własne Idaho (My Own Private Idaho, 1991) Gusa Van Santa, podczas gdy reżyserzy afroamerykańscy jak Spike Lee i John Singleton (Chłopaki z sąsiedztwa / Boyz N the Hood, 1991) rozwijali narracje o problemach czarnej ludności Ameryki. Filmy stały się głównym narzędziem eksportu amerykańskich wartości na skalę globalną.